# 로얄캐리비안 인터내셔널
로얄캐리비안 인터내셔널(영어: Royal Caribbean International)은 미국의 크루즈 기업이다. 로얄캐리비안 크루즈의 모기업으로 계열사는 셀레브리티 크루즈, 아자마라 크루즈, 팔마툰 크루즈, CDF 크루즈 델 프랑스가 있다. 본사는 미국 플로리다주 마이애미에 위치해 있다.

## 역사
1968년에 노르웨이의 선박 운항사 3개의 회사가 공동 출자로 로얄캐리비안 크루즈라인(영어: Royal Caribbean Cruise Line)으로 설립했다. 1970년에 송오브 노르웨이(영어: Song of Norway)를 최초로 운항하기 시작했으며 1971년에 노르딕 프린스(영어: Nordic Prince)를 도입한데 이어 1972년에 선 바이킹(영어: Sun Viking)를 도입했다. 도입 당시 1만 8000톤급의 크루즈로 정원 700명에 달했다.
1982년에 최초로 북아메리카에 취항하기 시작하면서 송오브 아메리칸(영어: Song of America을 도입한데 이어 같은 해에는 바이킹 세레나데(영어: Viking Serenade)를 도입했다. 1987년에 세계 크루즈의 최대 규모인 소버린 오브 더 시즈(영어: Sovereign of the Seas)를 도입해 유럽을 오갔다. 1990년에 노르딕 엠프레스(영어: Nordic Empress)와 엠프레스 오브 더 시즈(영어: Empress of the Seas)를 도입해 유럽 노선에 운항했다. 1991년에 모나크 오브 더 시즈(영어: Monarch of the Seas)를 도입해 남아메리카를 운항했다.

## 보유 선박

### 현재 사용하는 선박

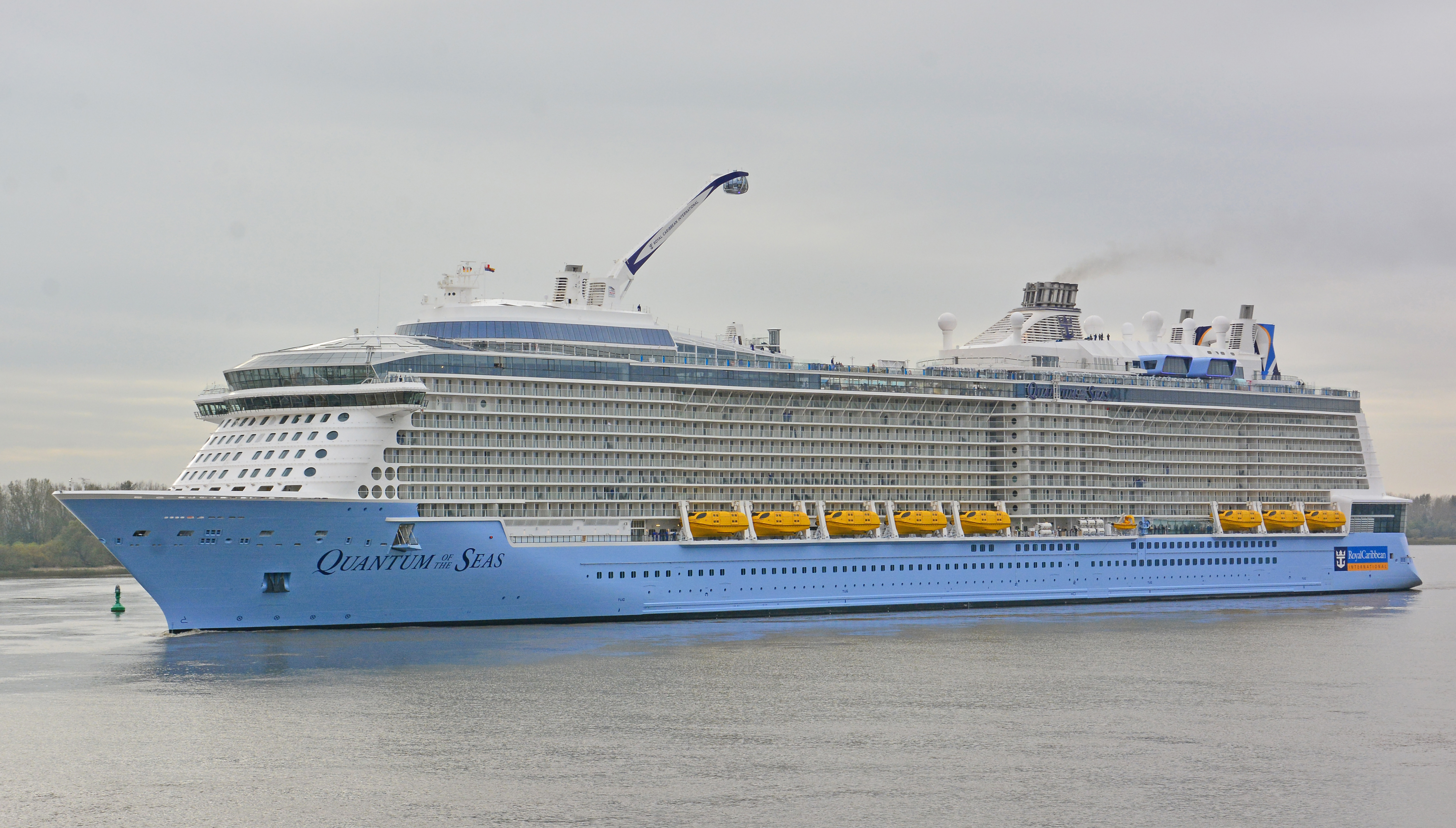
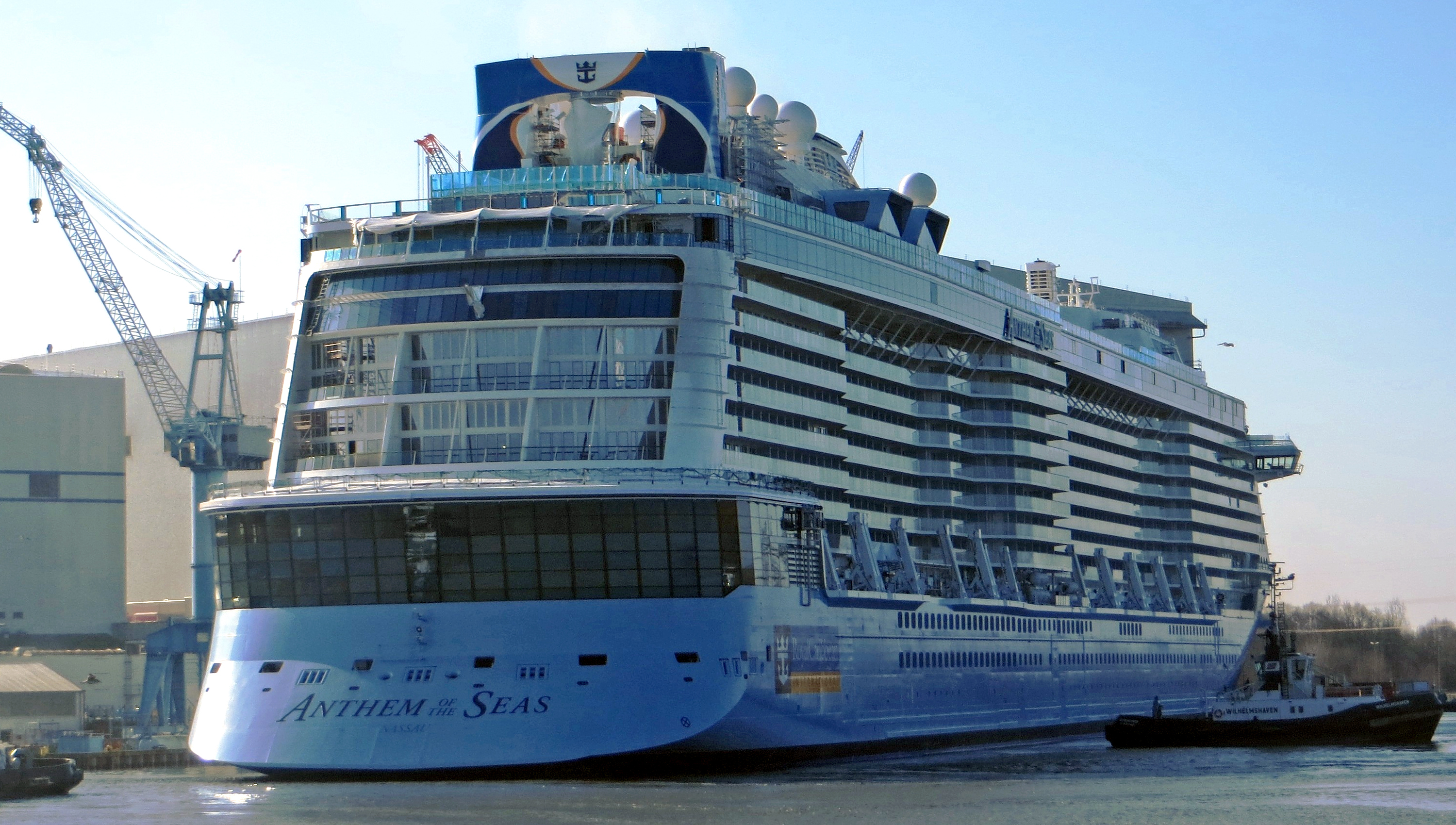

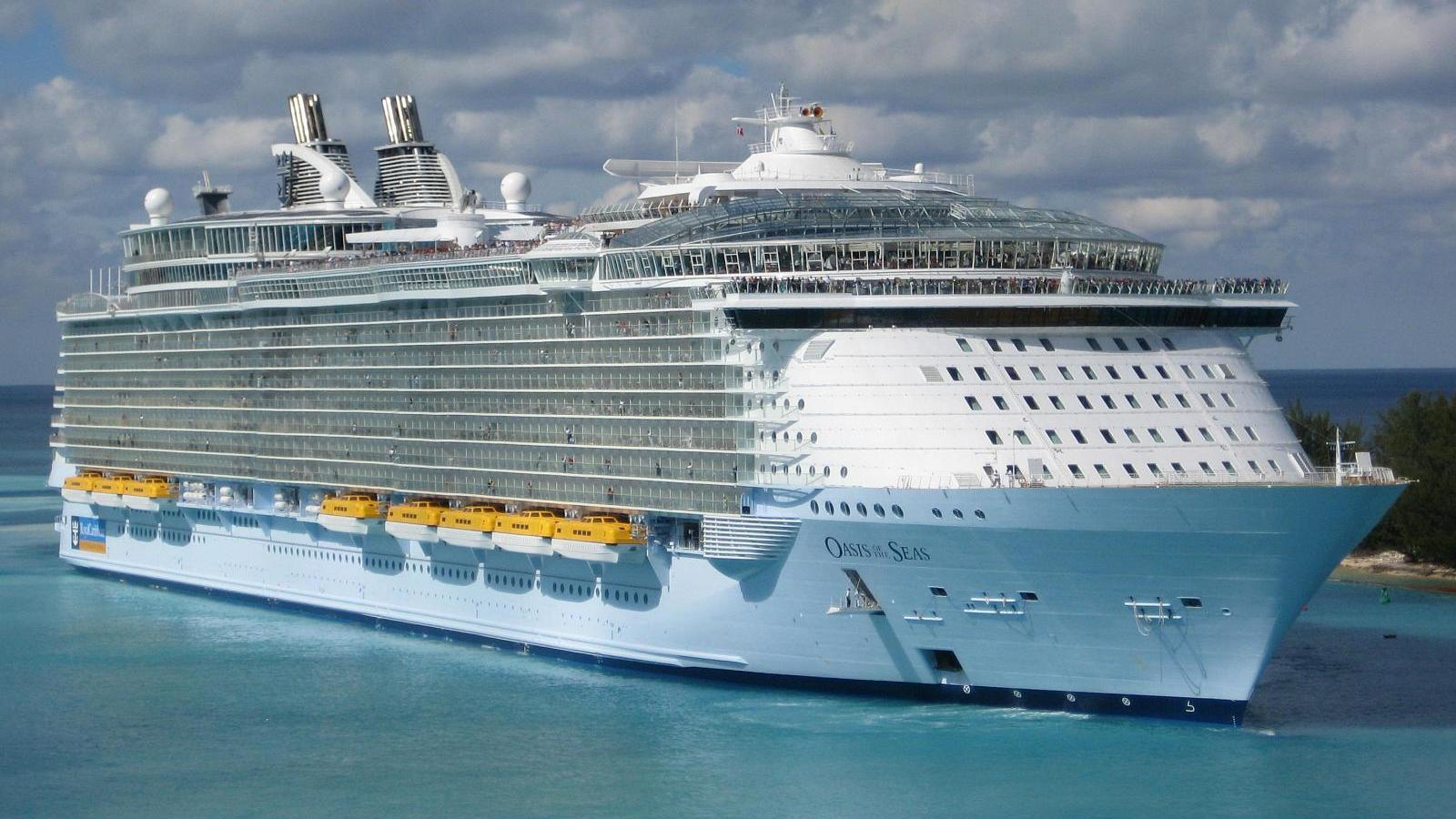
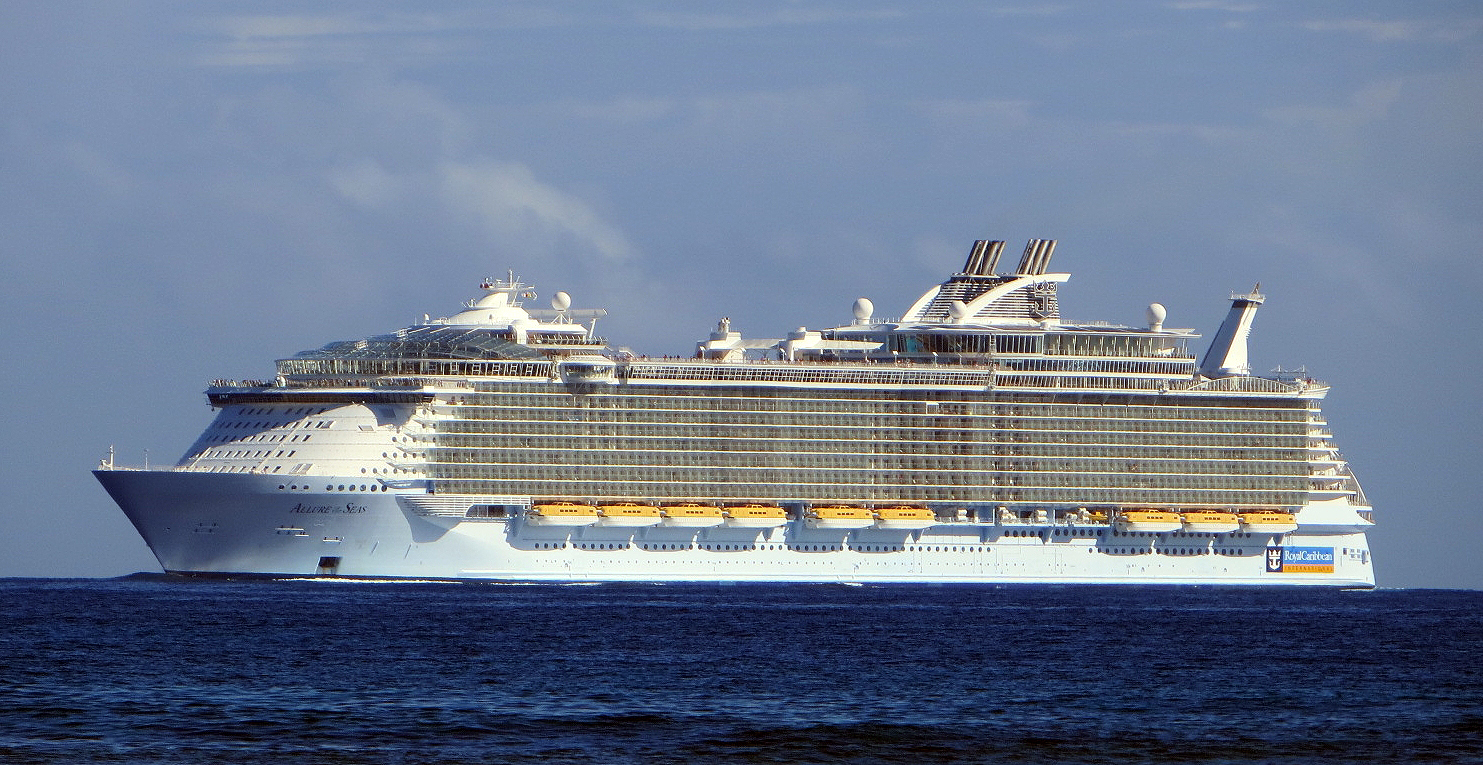

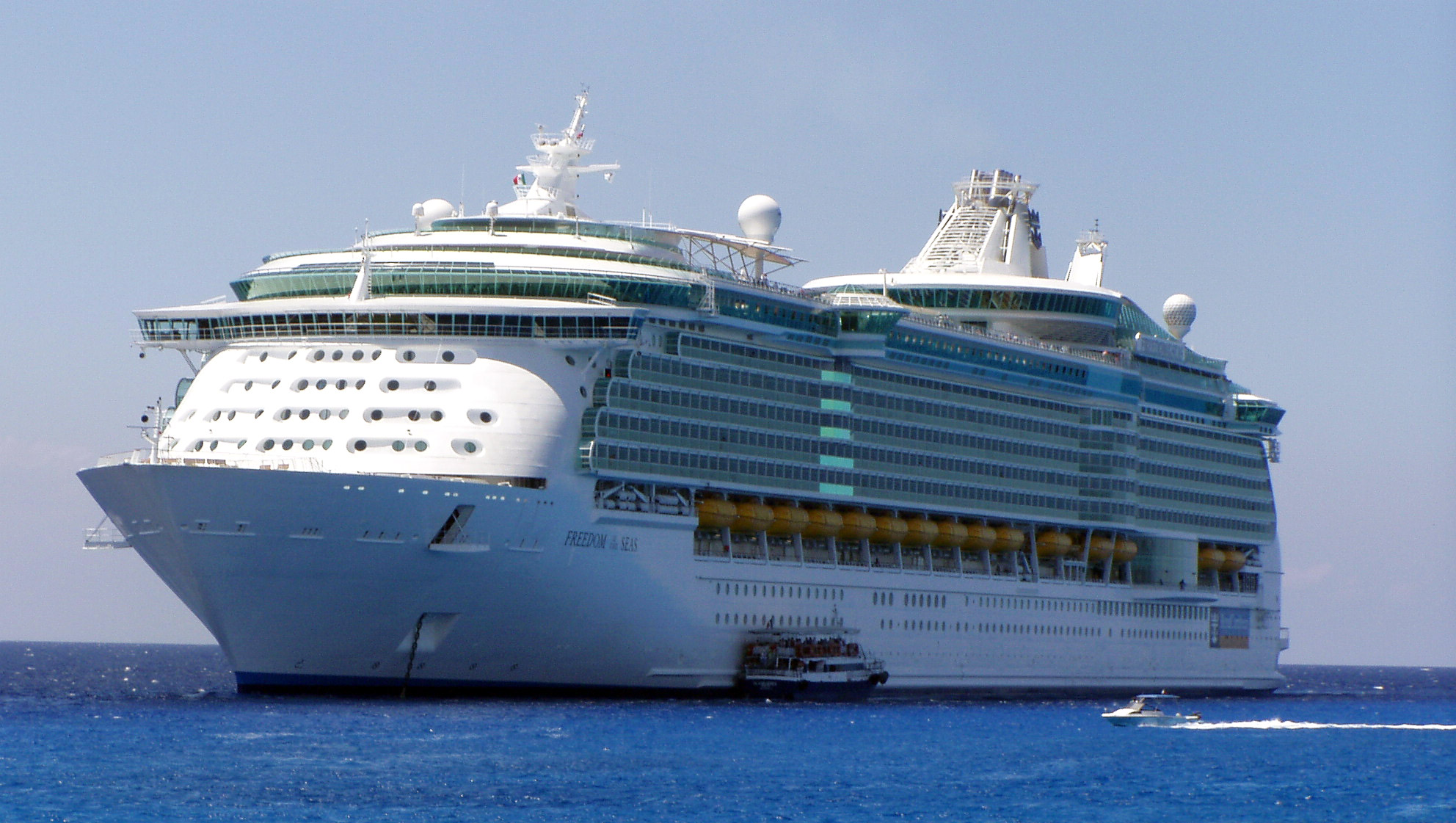
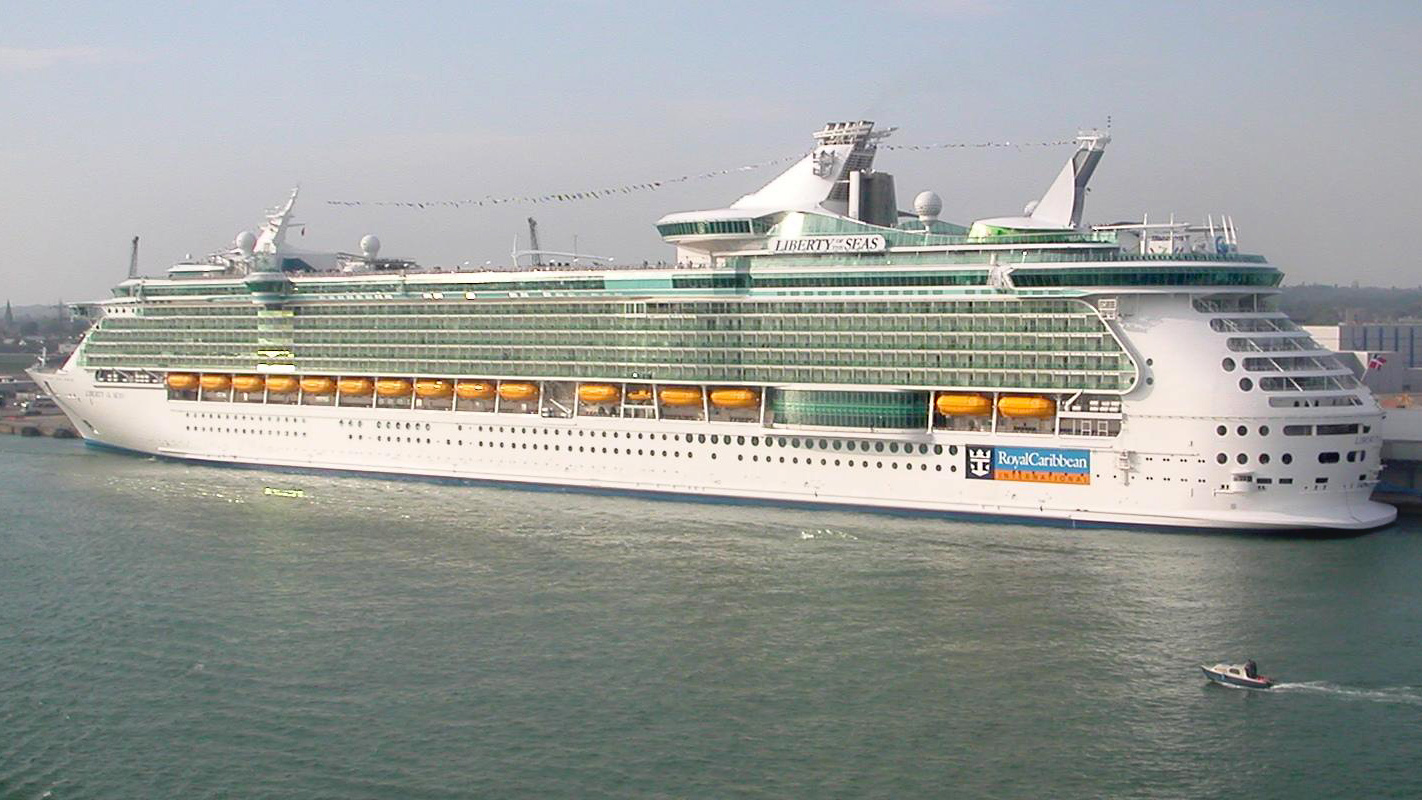
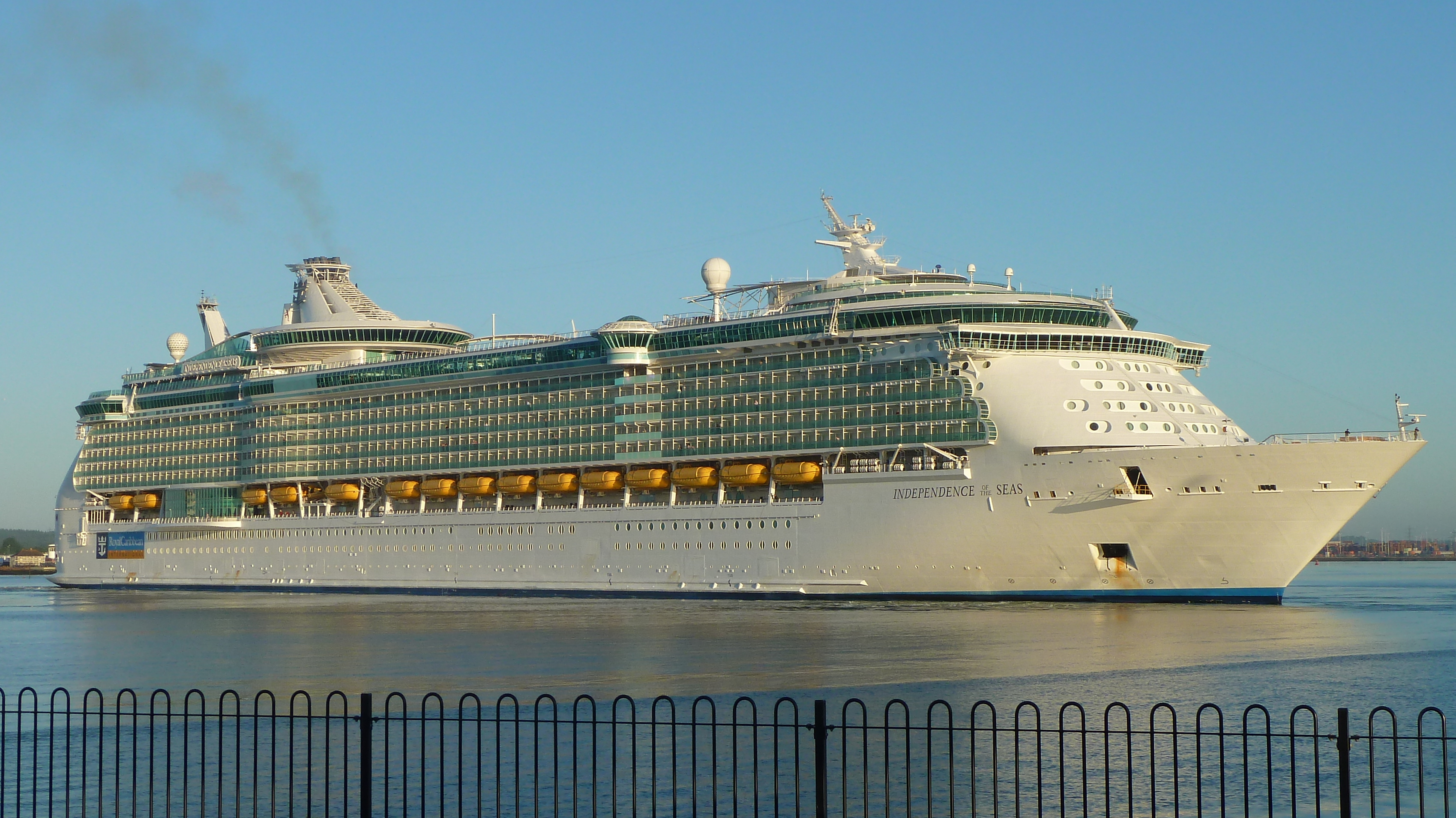

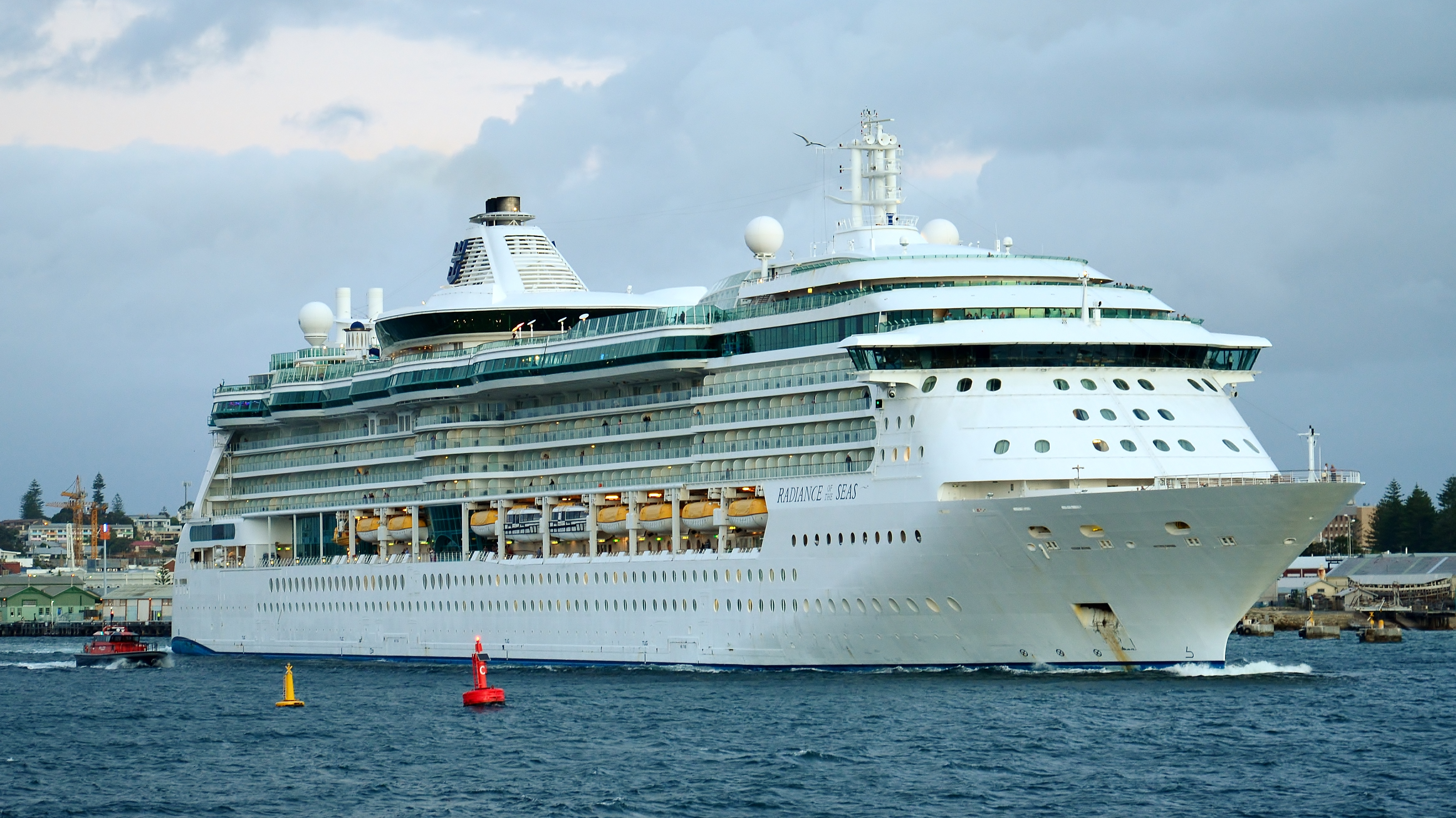
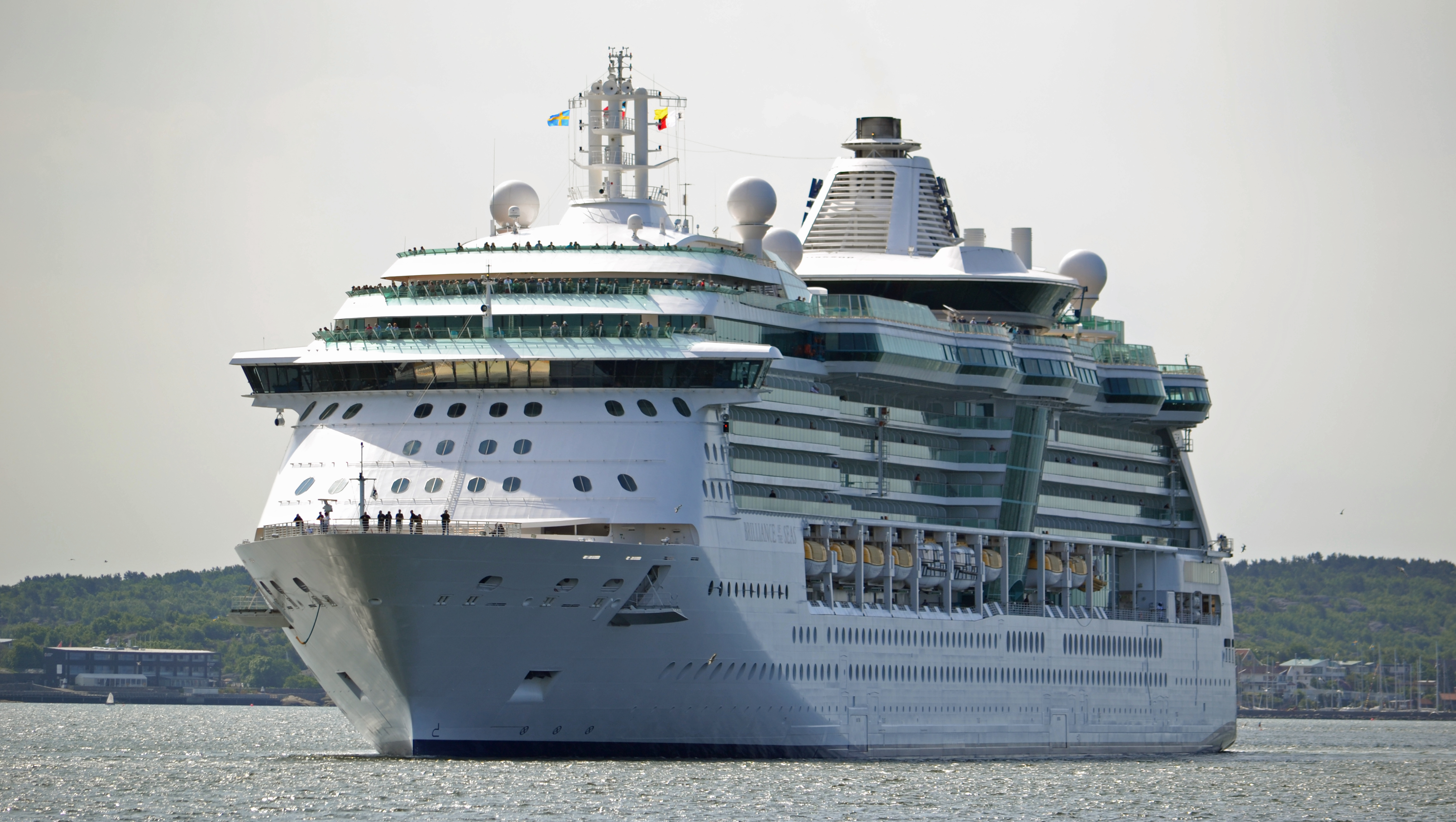
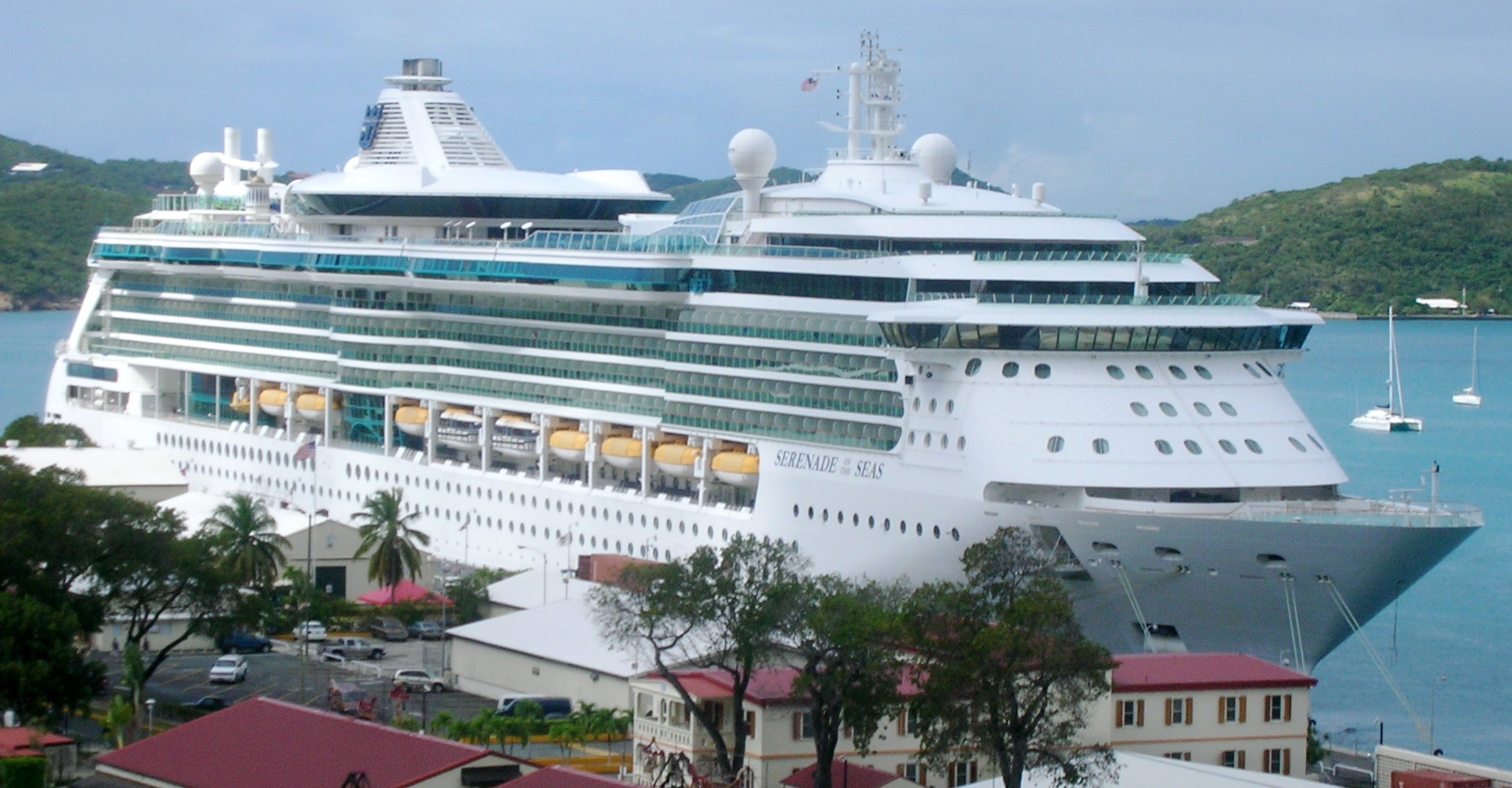
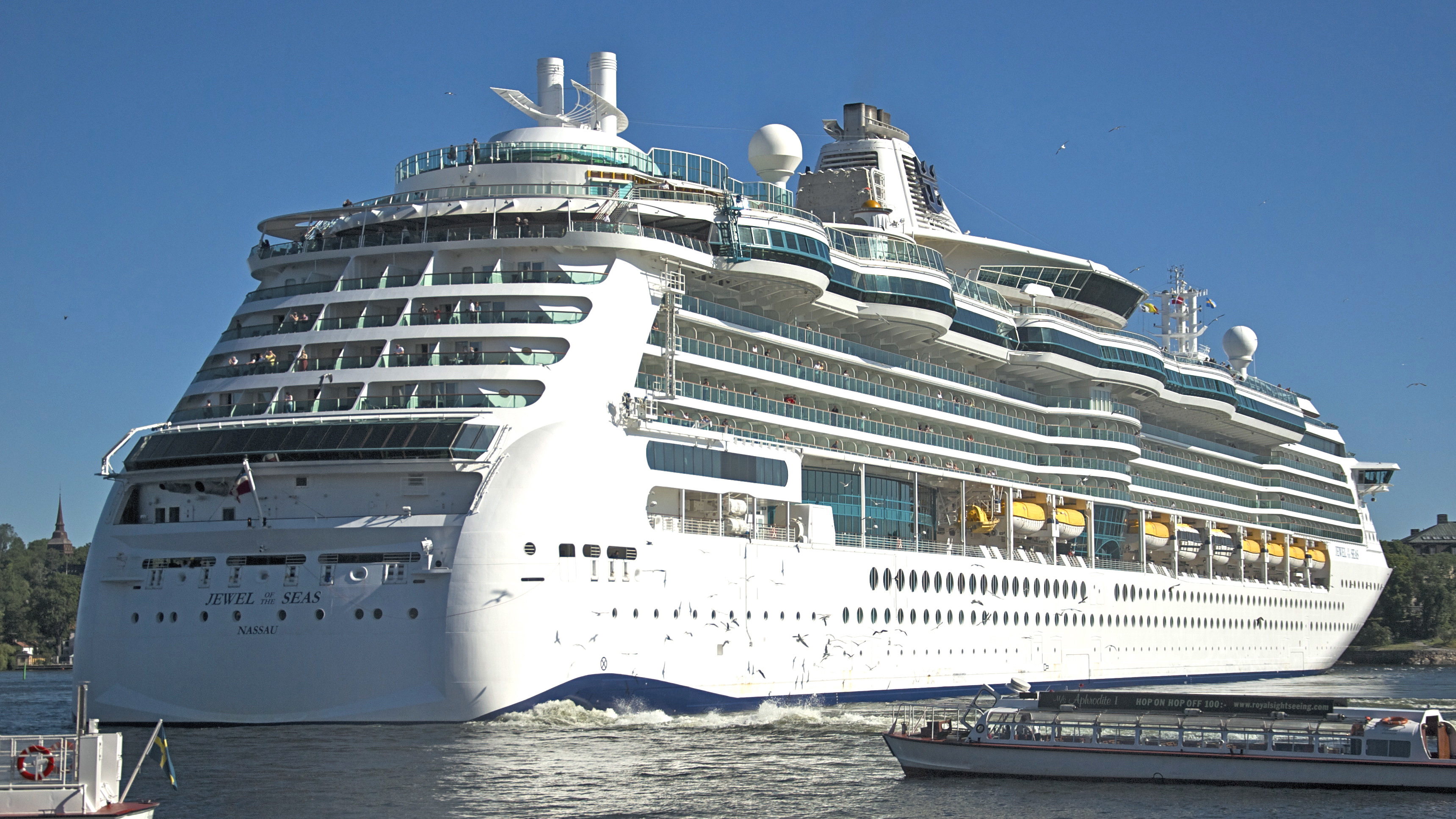

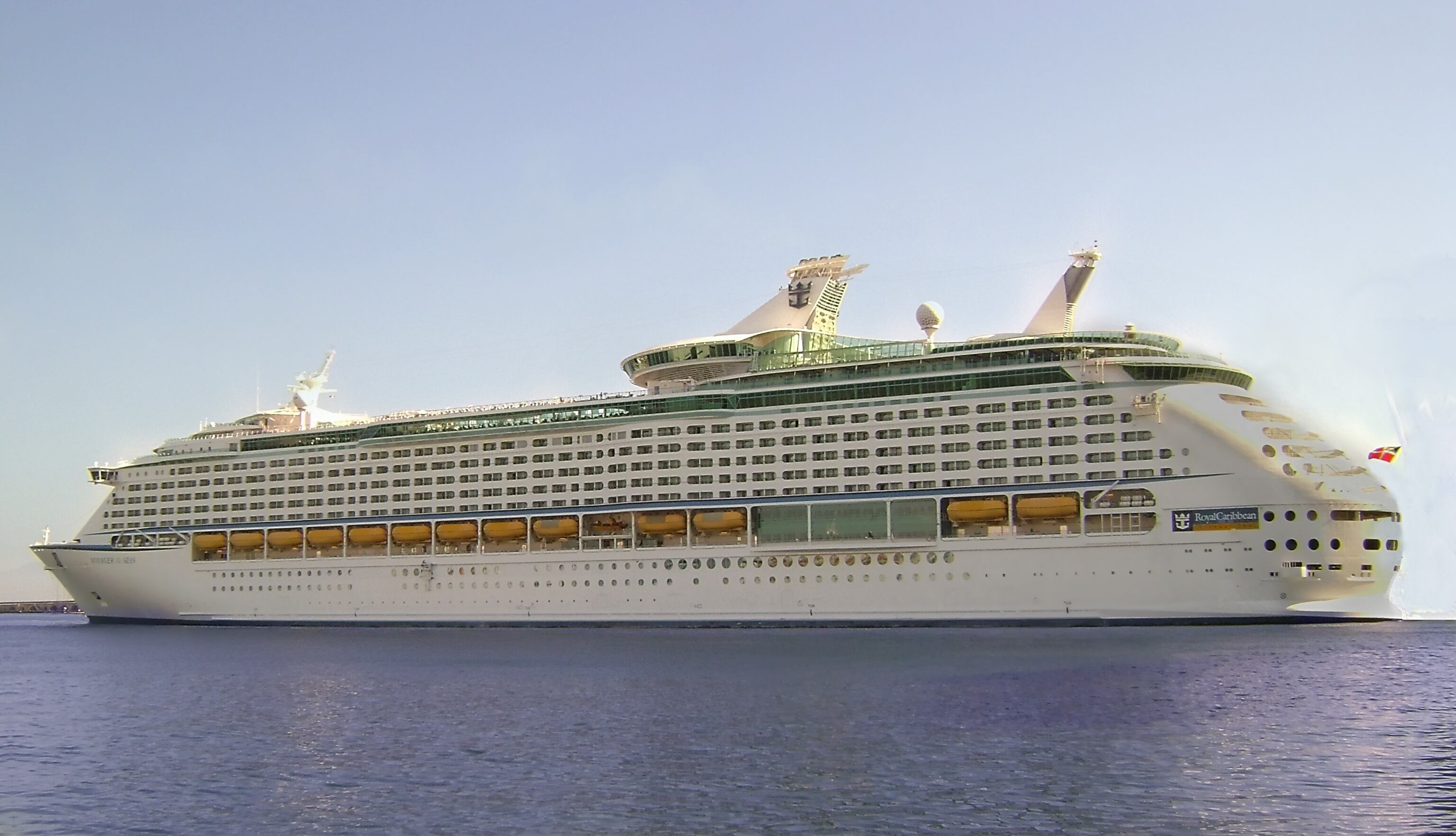
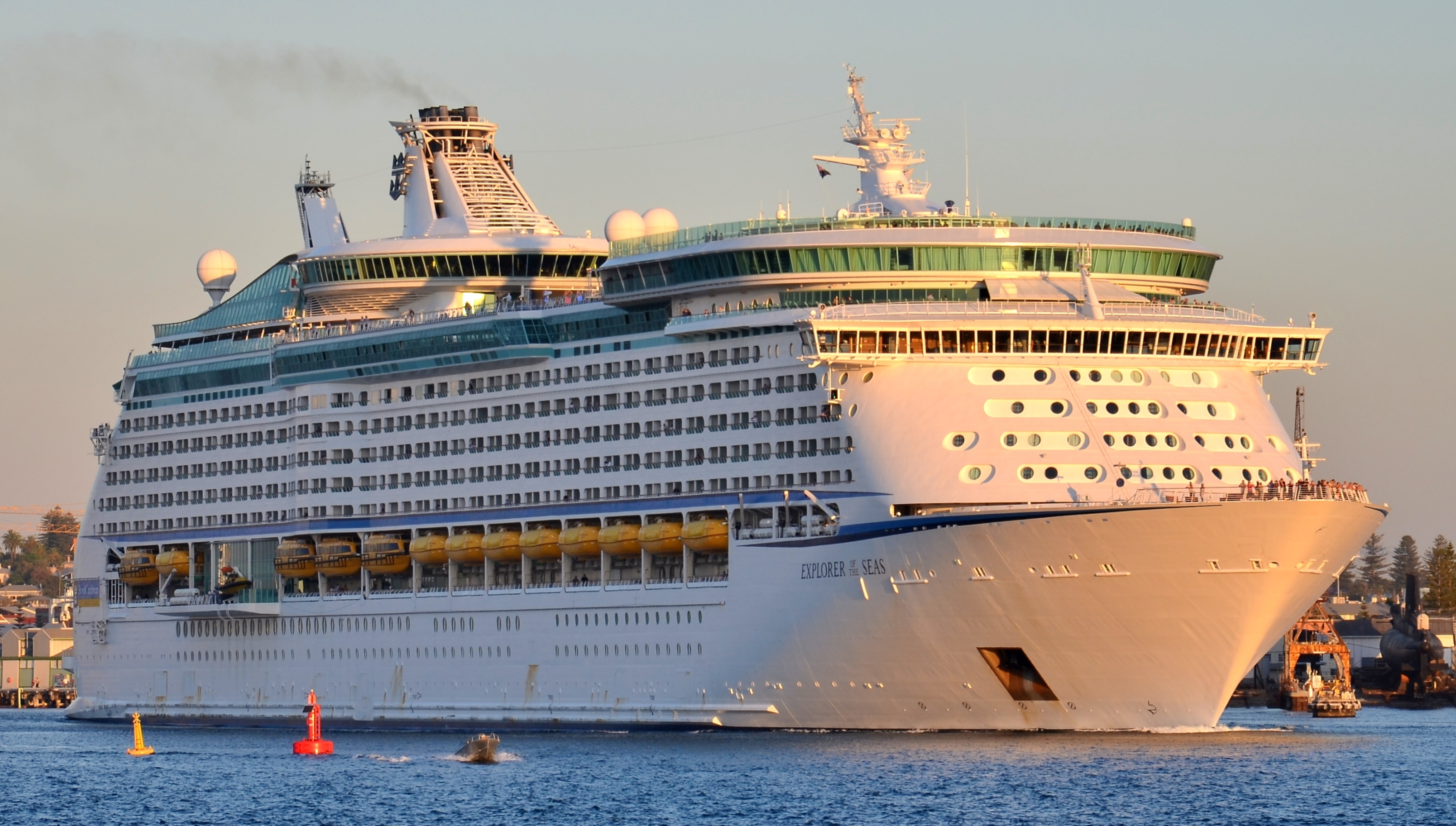
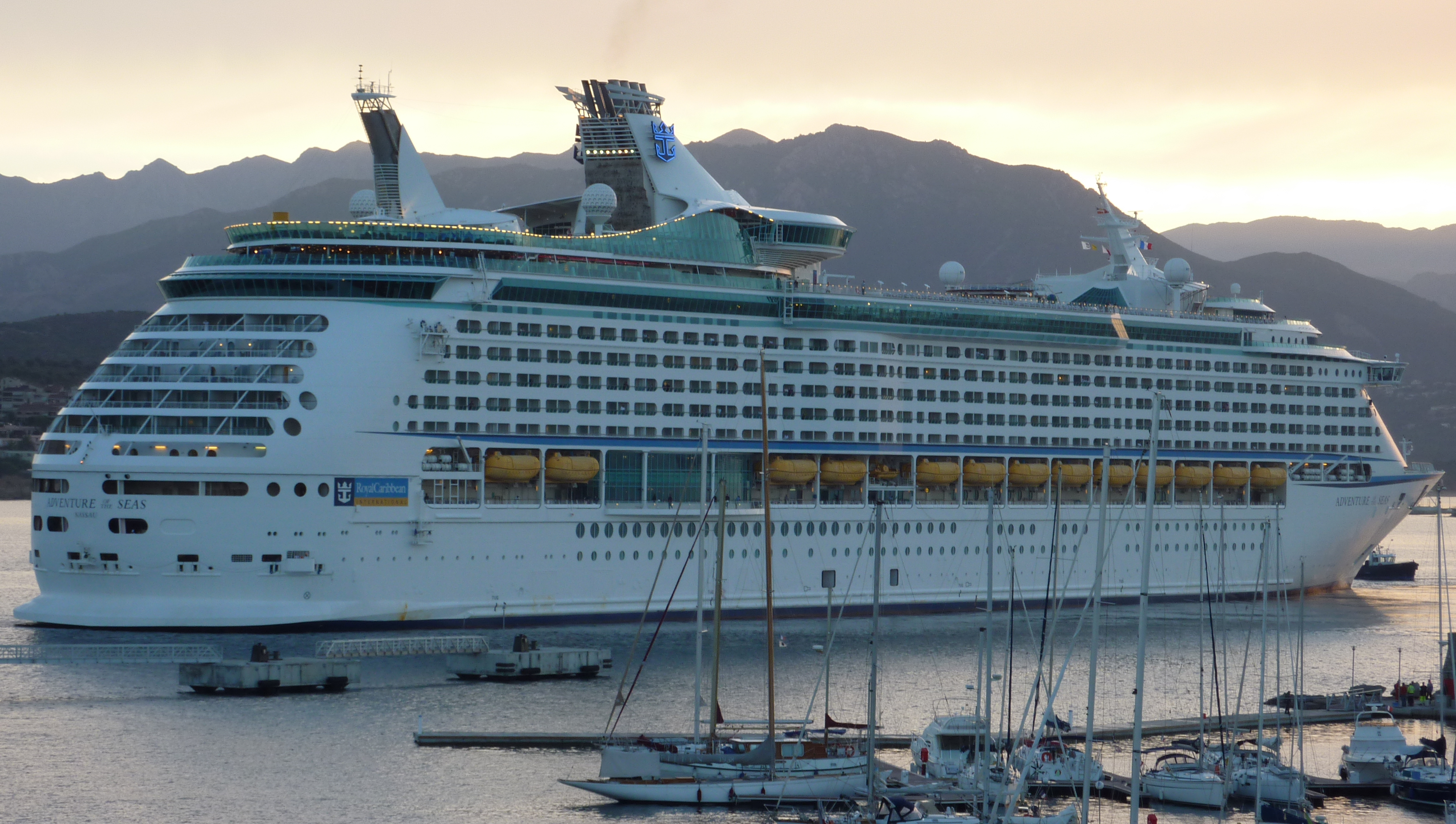
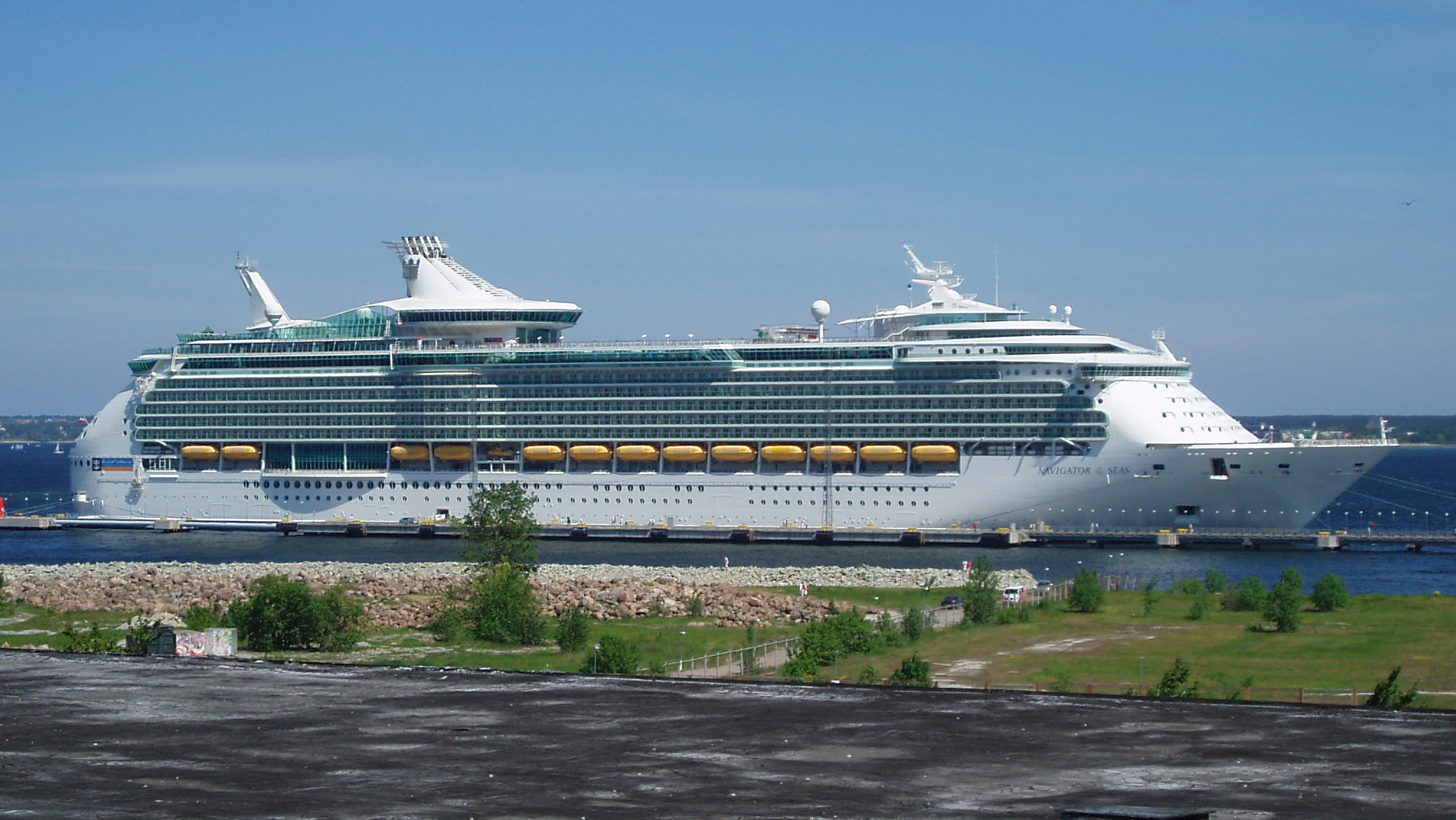
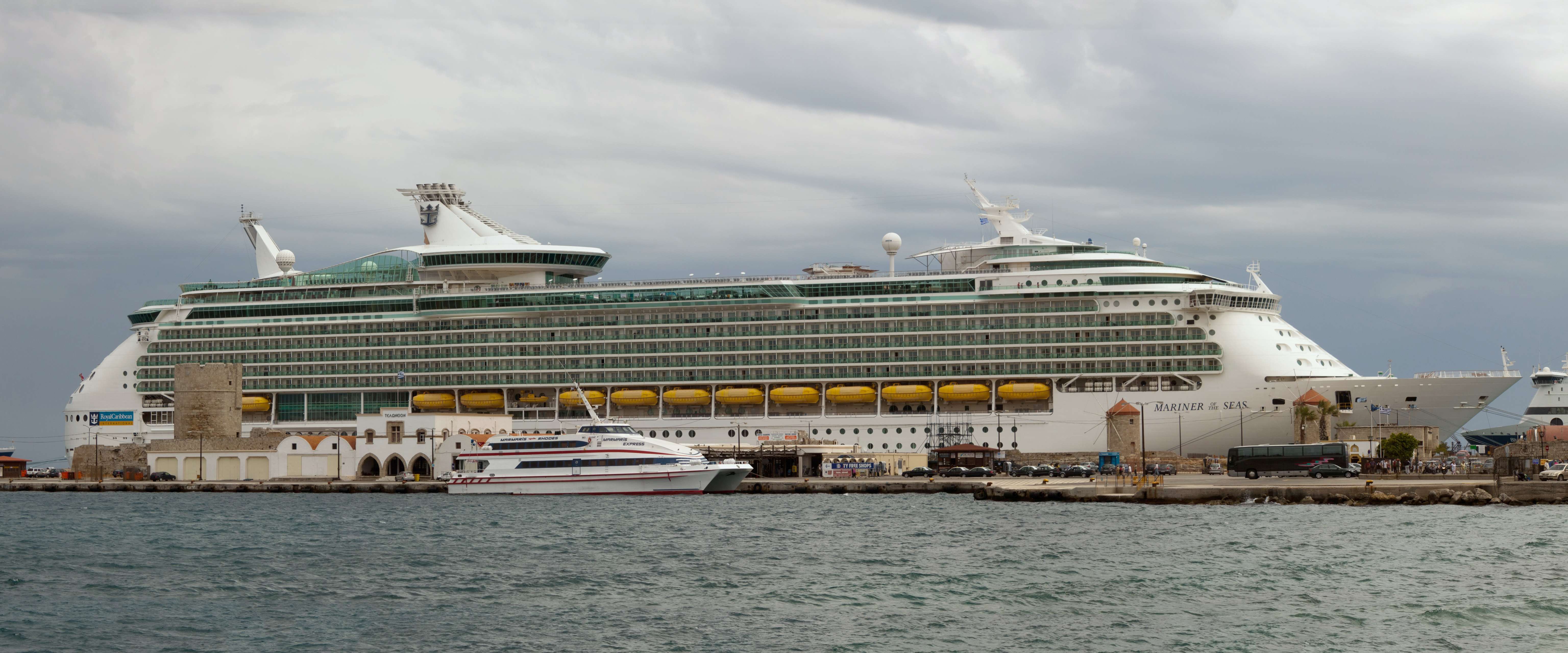

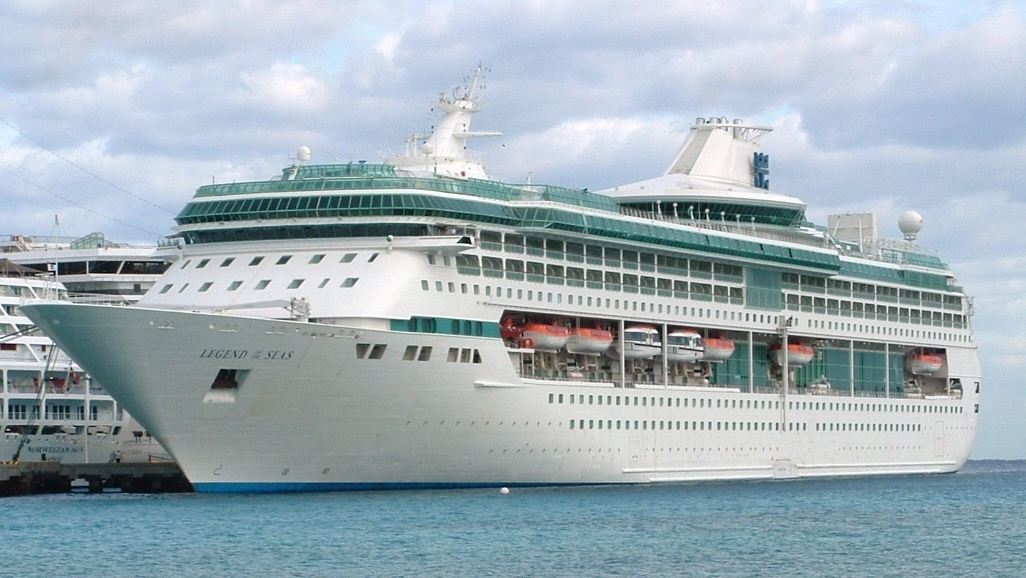
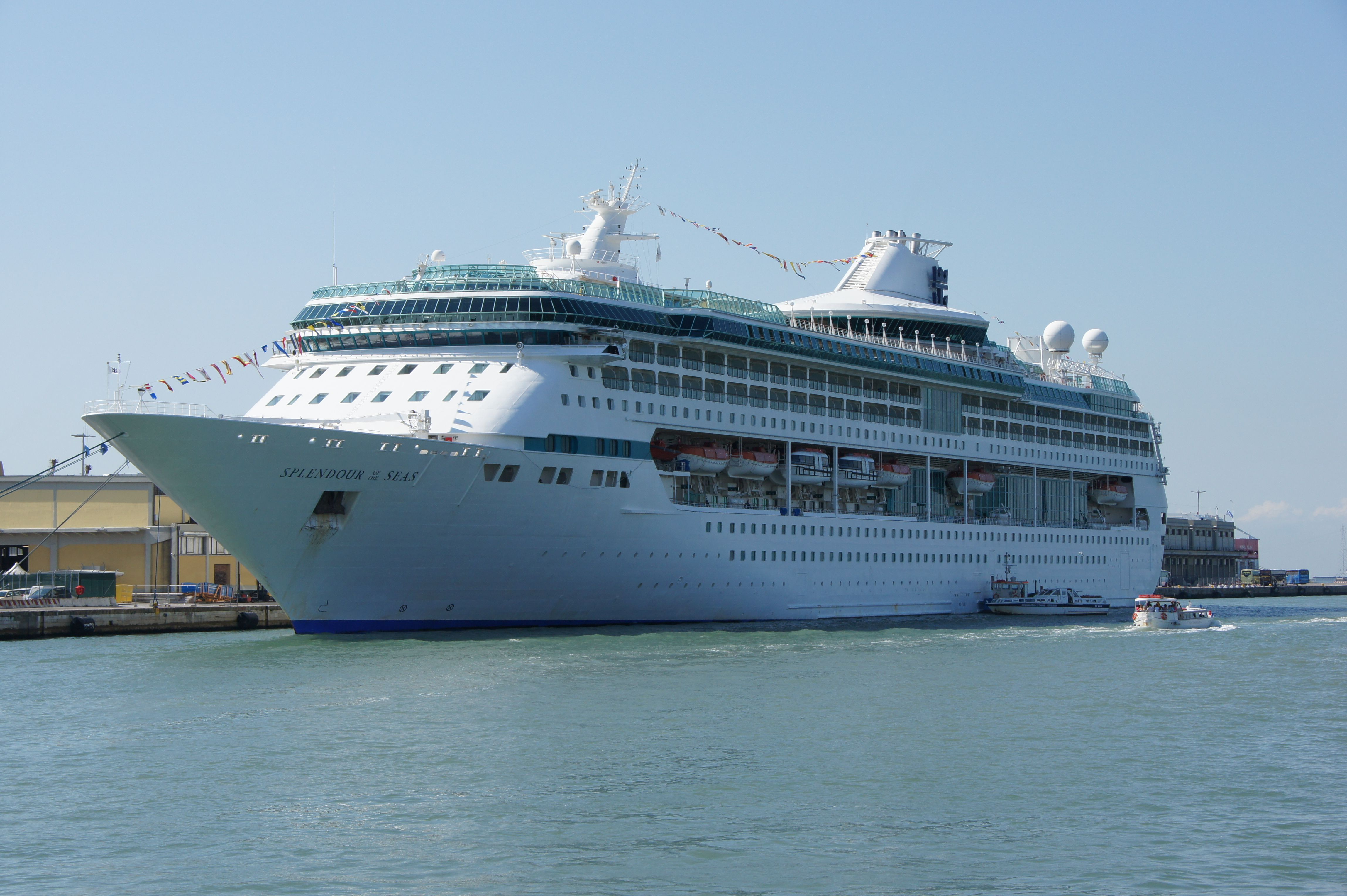
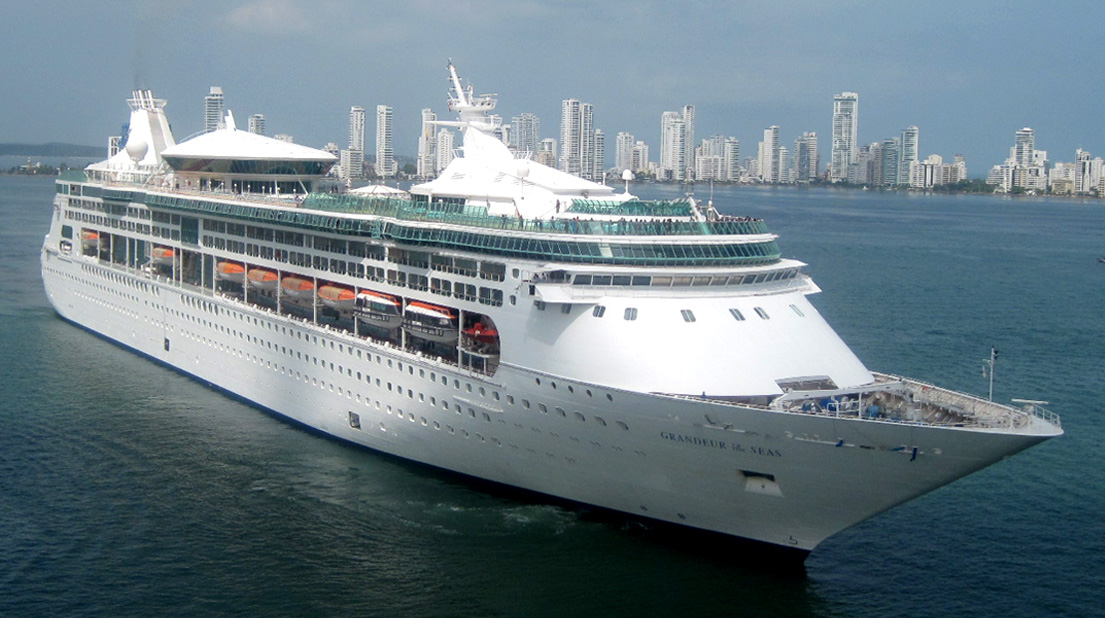
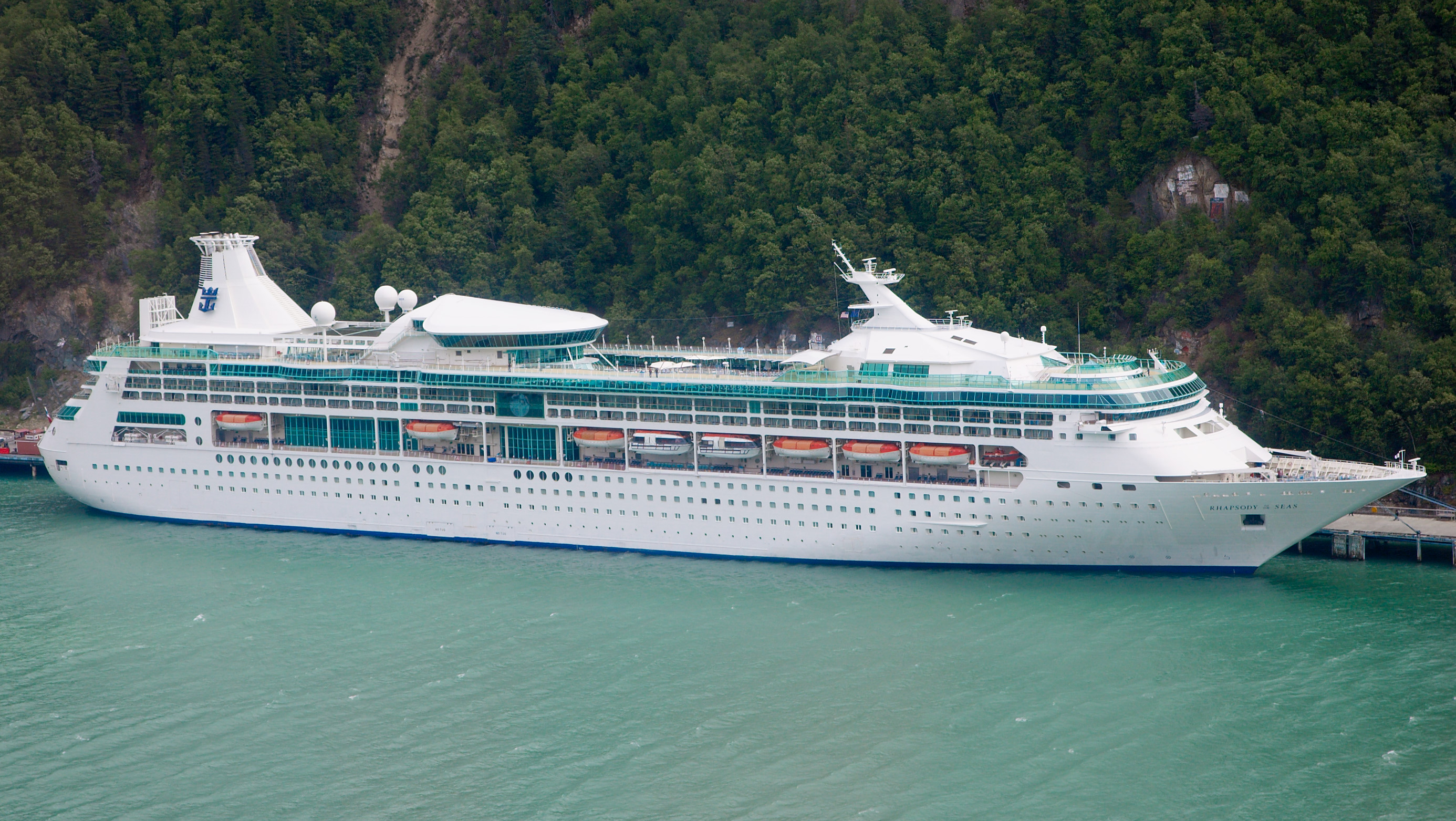
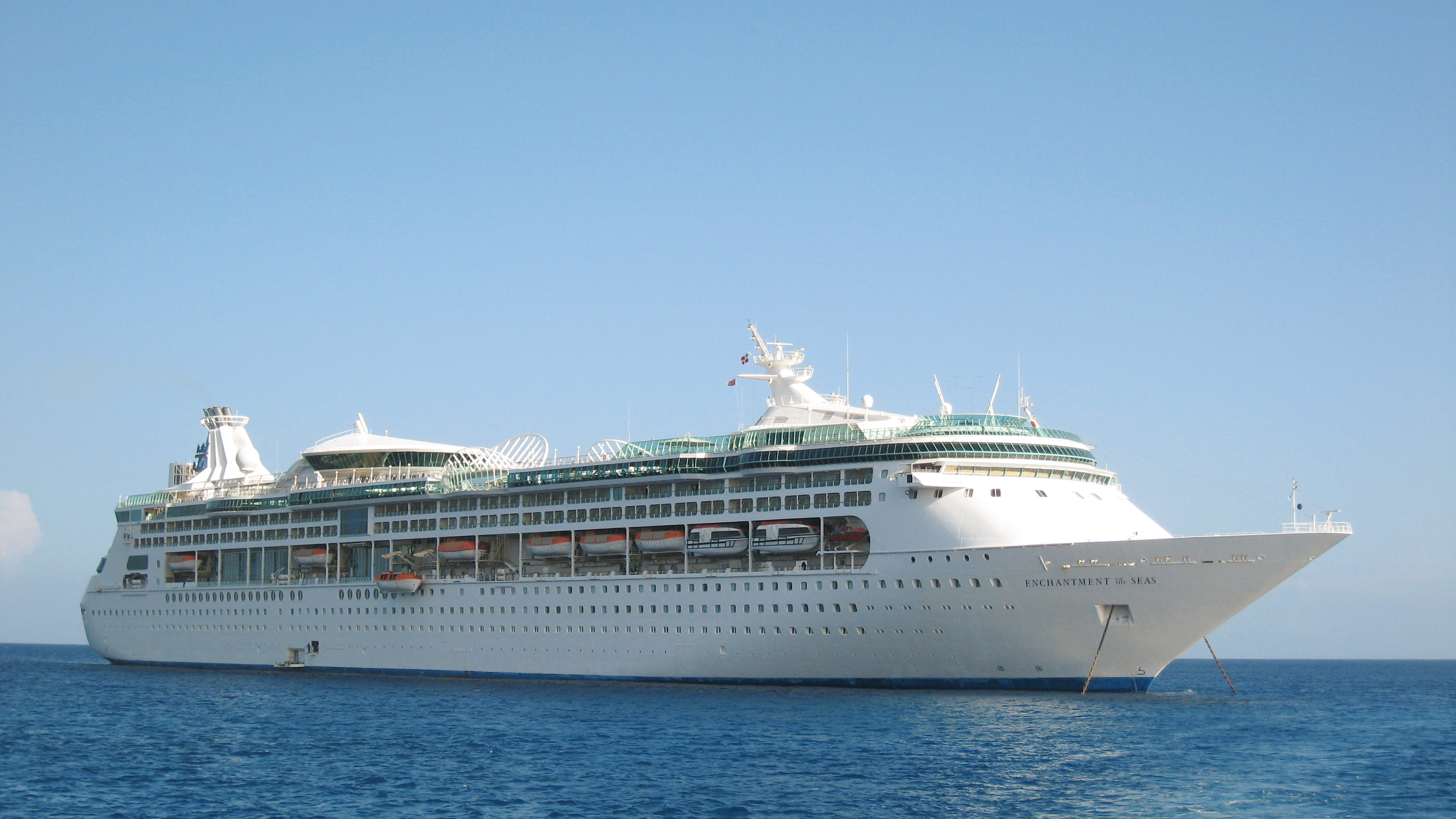
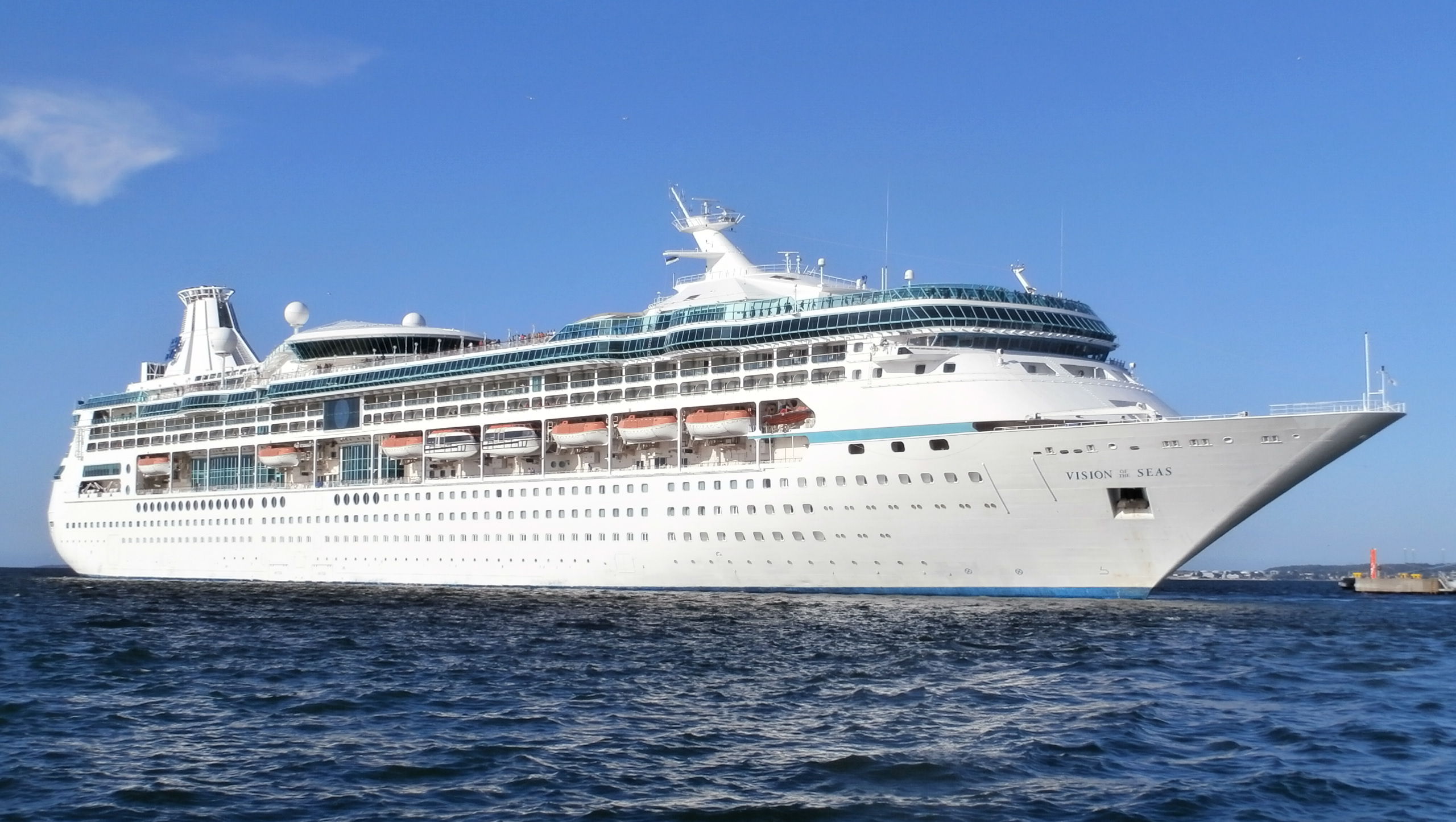

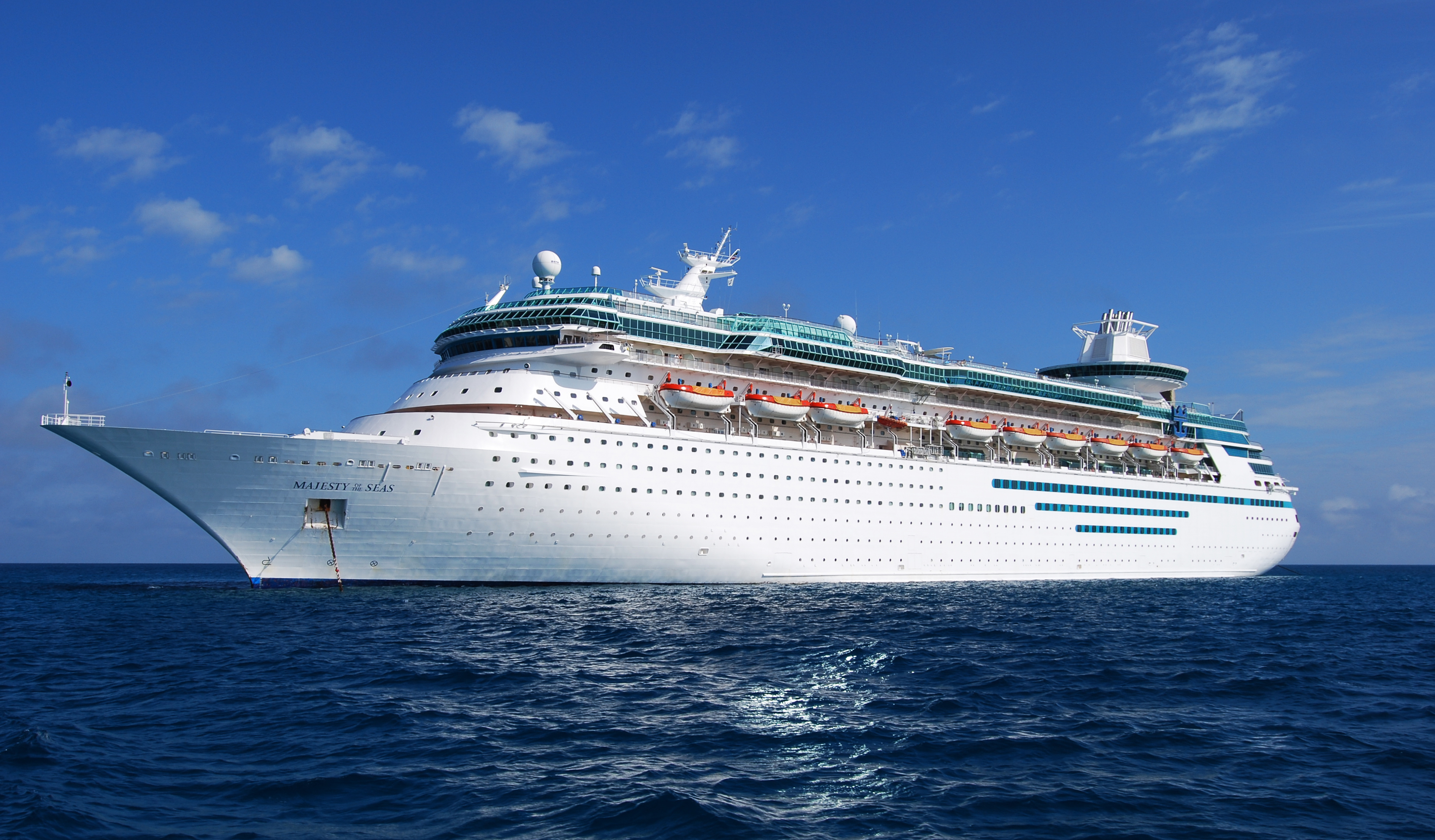

콴텀 크루즈
- 콴텀 오브 더 시즈[2]
- 앤섬 오브 더 시즈[2]

오아시스 크루즈
- 오아시스 오브 더 시즈
- 얼루어 오브 더 시즈

프리덤 크루즈
- 프리덤 오브 더 시즈[3]
- 리버티 오브 더 시즈[3]
- 인디펜던스 오브 더 시즈[3]

레디앙스 크루즈
- 레디앙스 오브 더 시즈[3]
- 브릴리앙스 오브 더 시즈[3]
- 세레나데 오브 더 시즈[3]
- 주웰 오브 더 시즈[3]

보이저 크루즈
- 보이저 오브 더 시즈[3]
- 익스플로러 오브 더 시즈[3]
- 어드벤처 오브 더 시즈[3]
- 네비게이터 오브 더 시즈[3]
- 마리너 오브 더 시즈[3]

비전 크루즈
- 랜드 오브 더 시즈[3]
- 스프랜더 오브 더 시즈[3]
- 그랜저 오브 더 시즈[3]
- 랩소디 오브 더 시즈[3]
- 인챈트먼트 오브 더 시즈[3]
- 비전 오브 더 시즈[3]

소버린 크루즈
- 마제스티 오브 더 시즈[3]

### 퇴역 선박

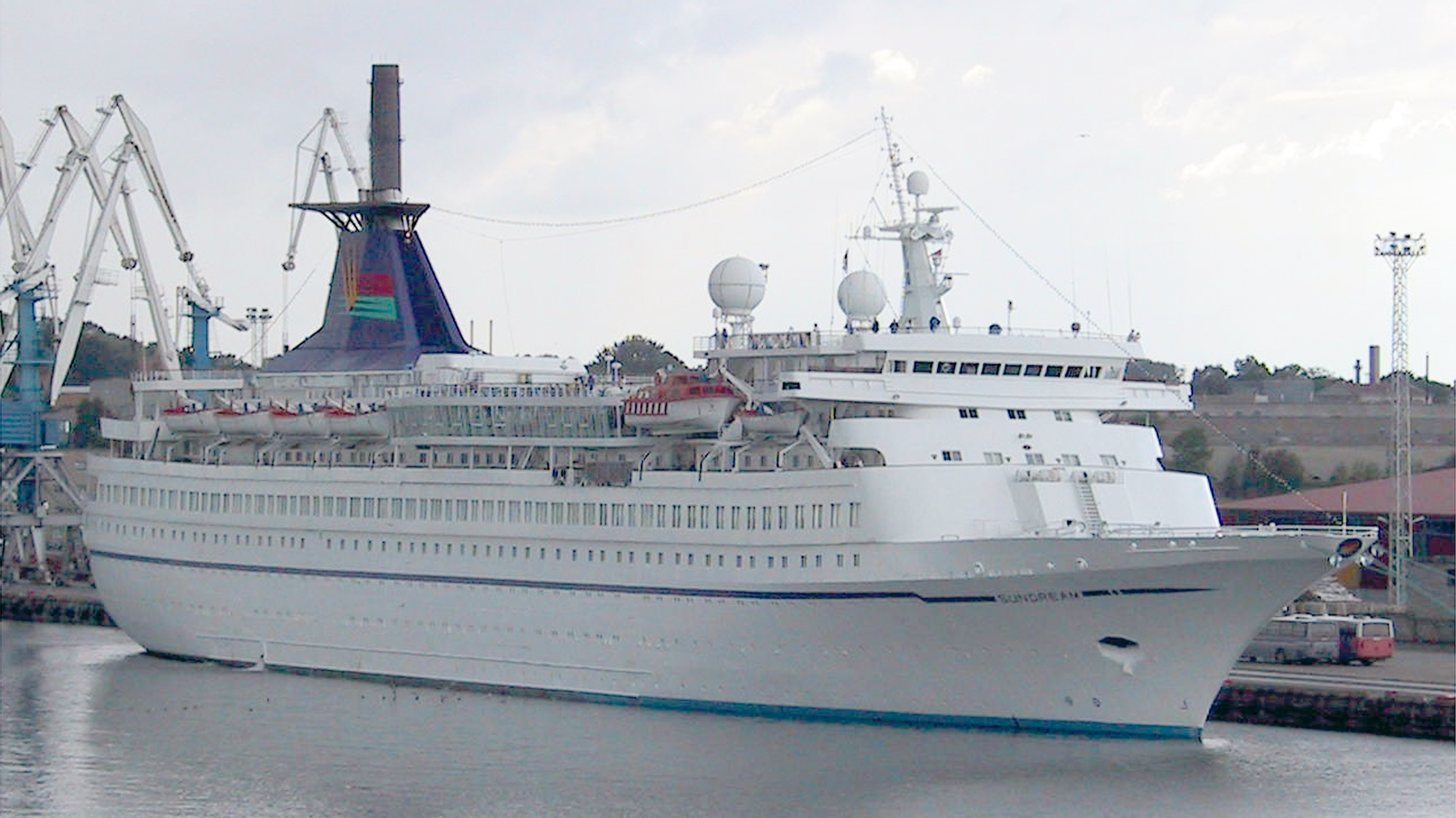
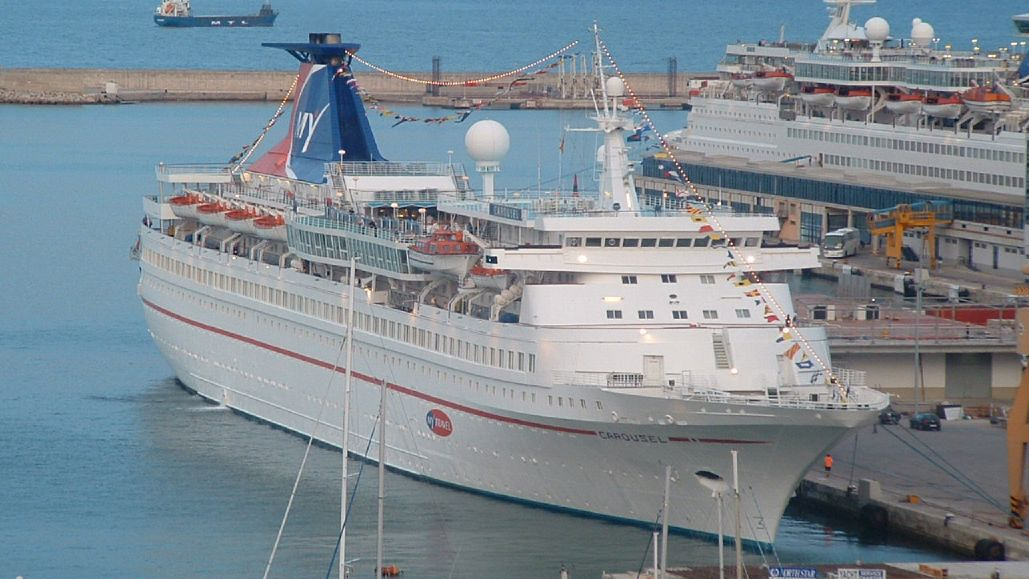
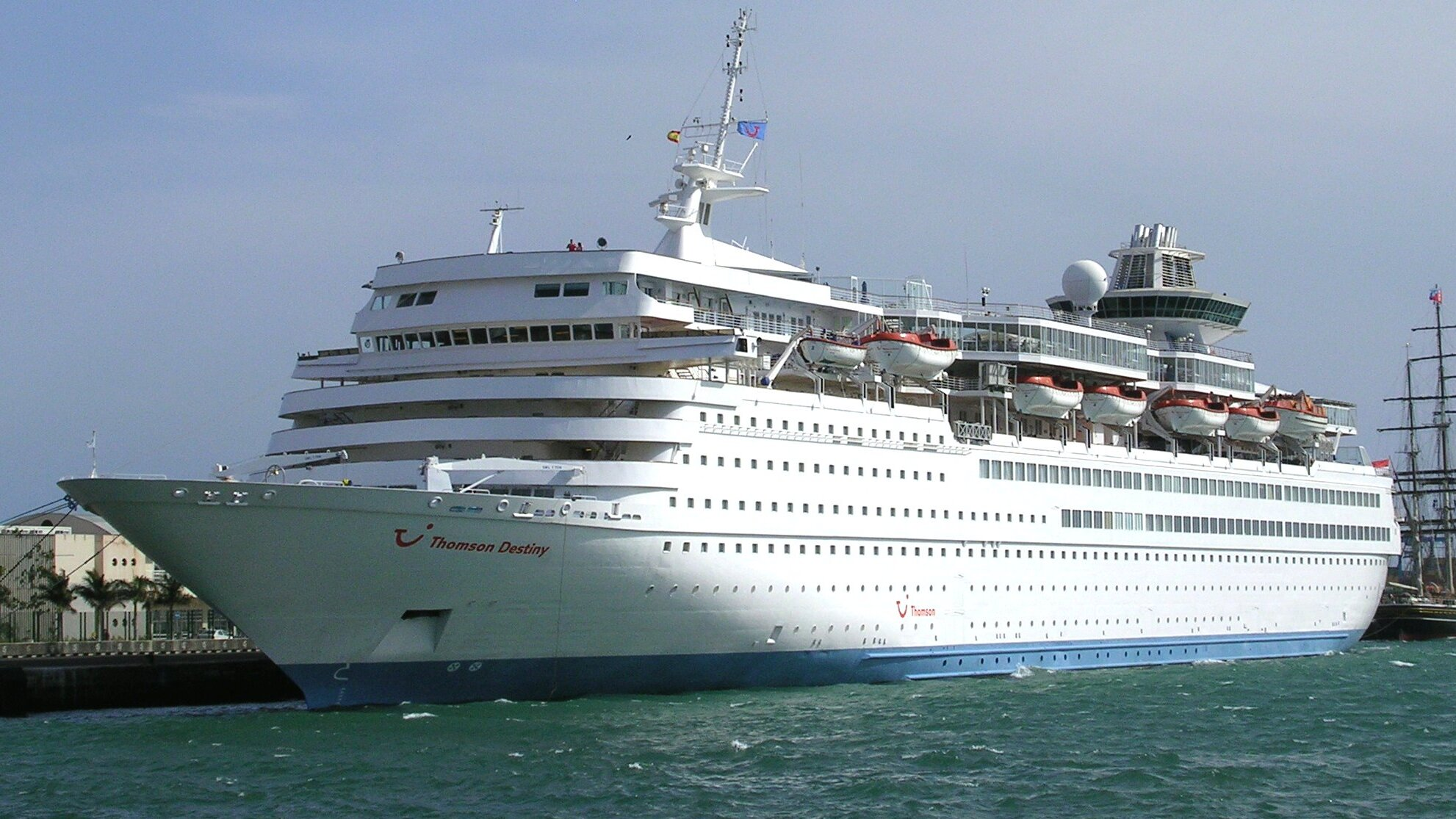
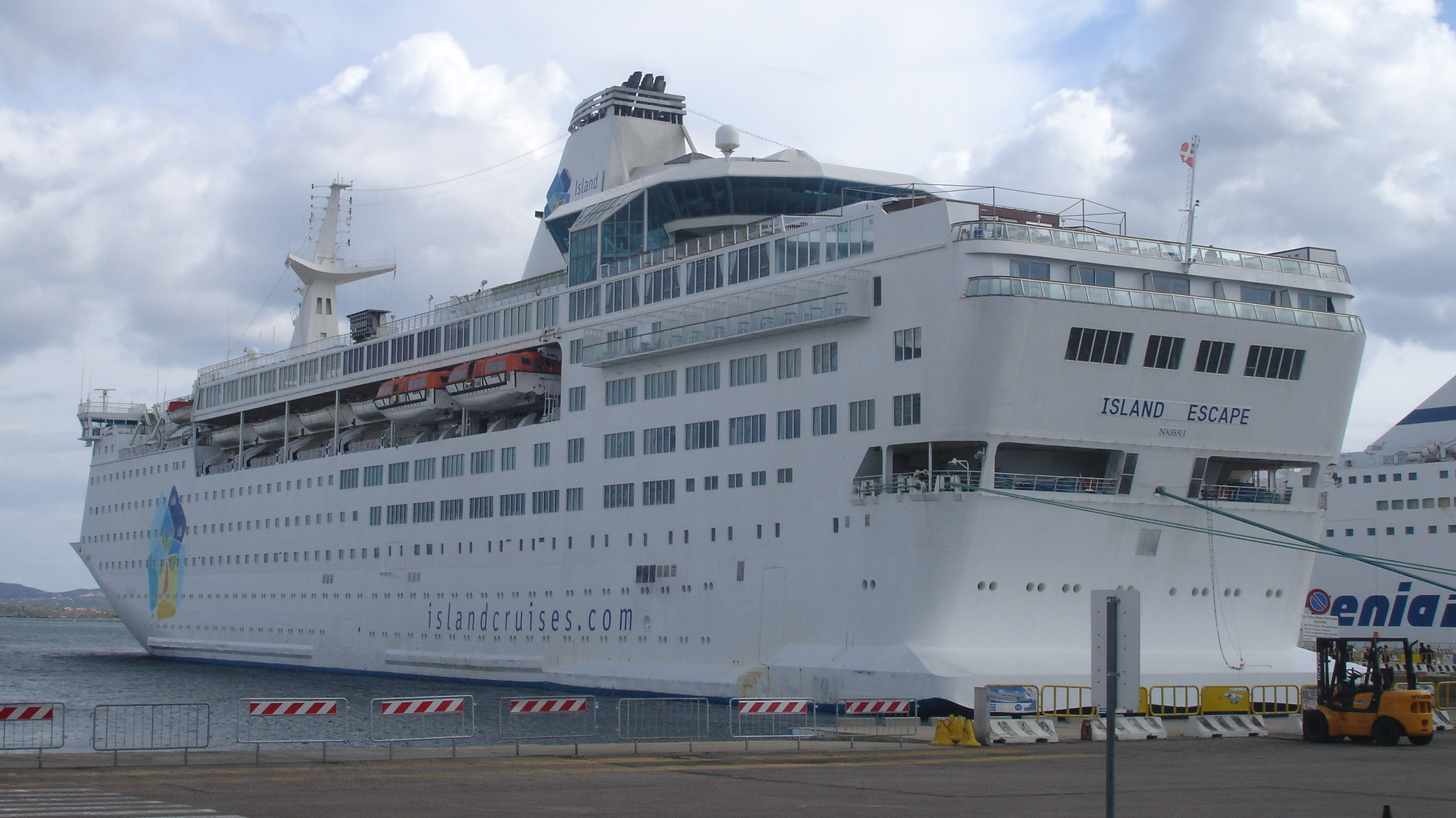
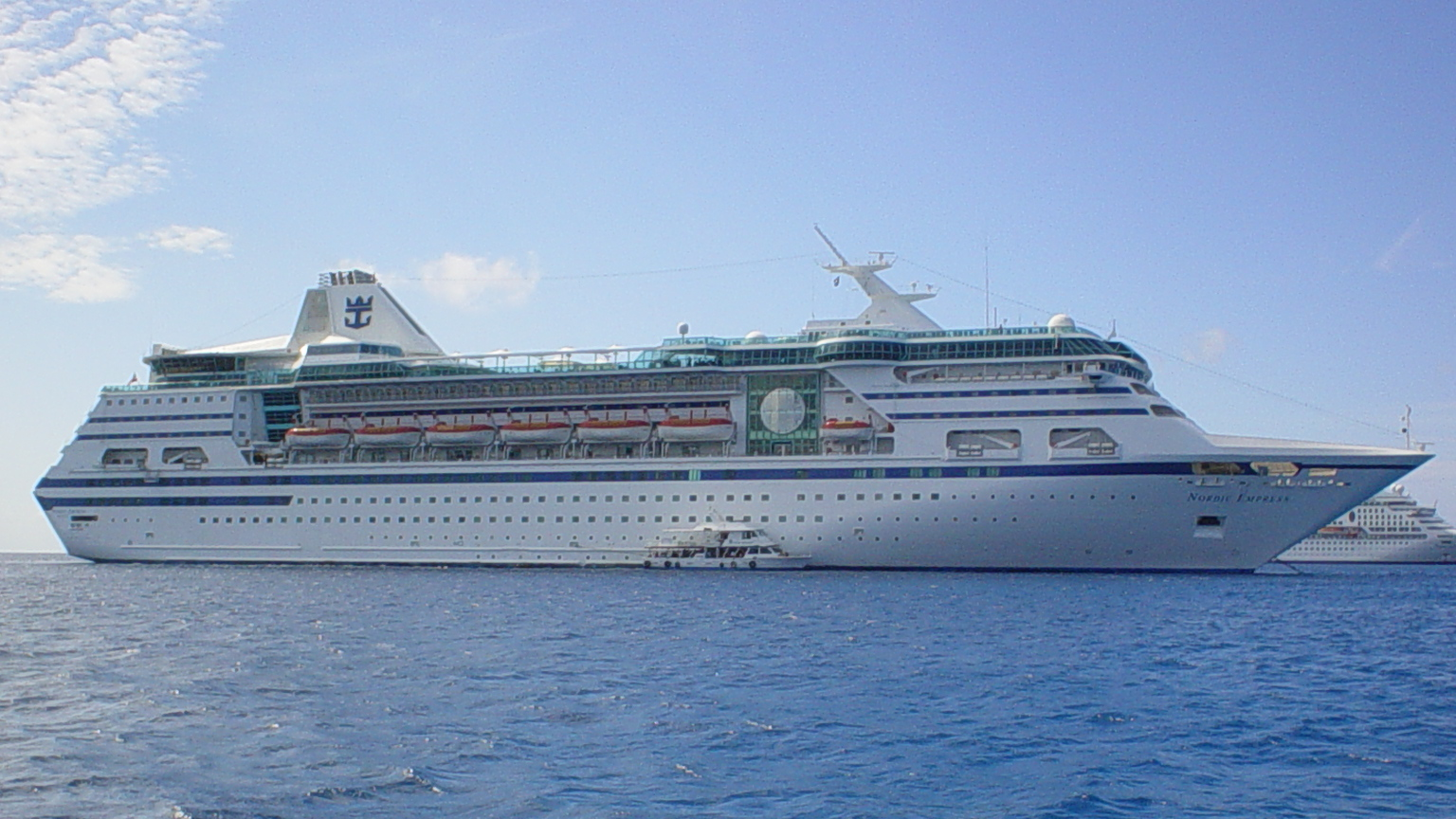
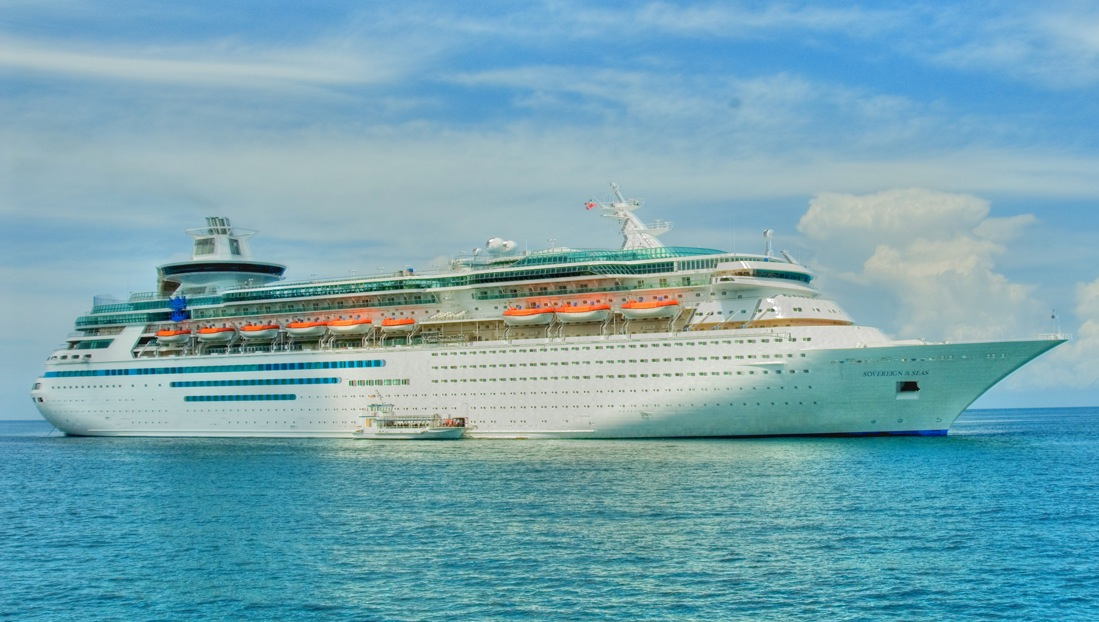
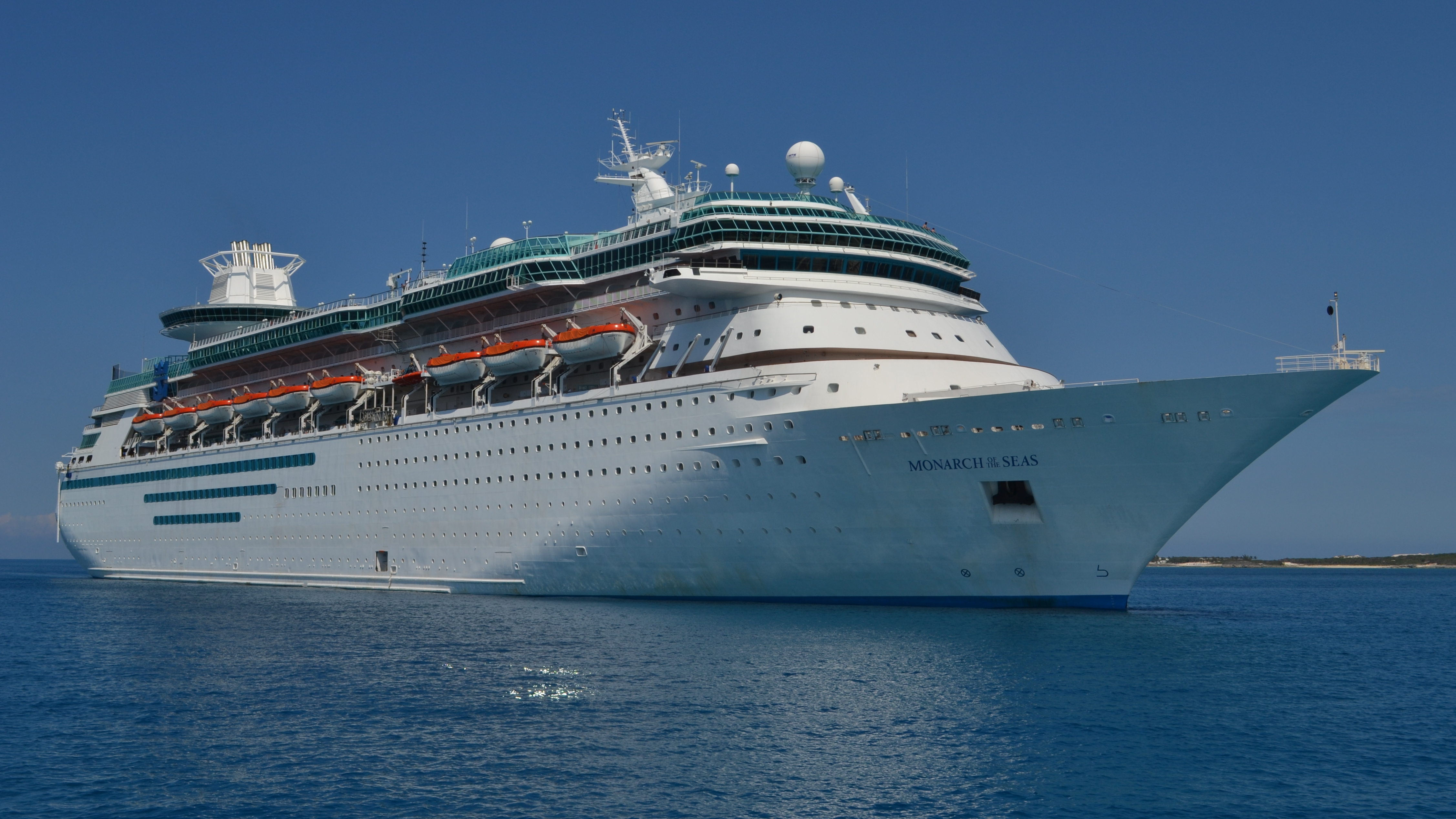

- 송오브 노르웨이
- 선 바이킹
- 송오브 아메리칸
- 바이킹 세레나데
- 소버린 오브 더 시즈
- 노르딕 엠프레스
- 엠프레스 오브 더 시즈
- 모나크 오브 더 시즈

### 도입 예정 선박

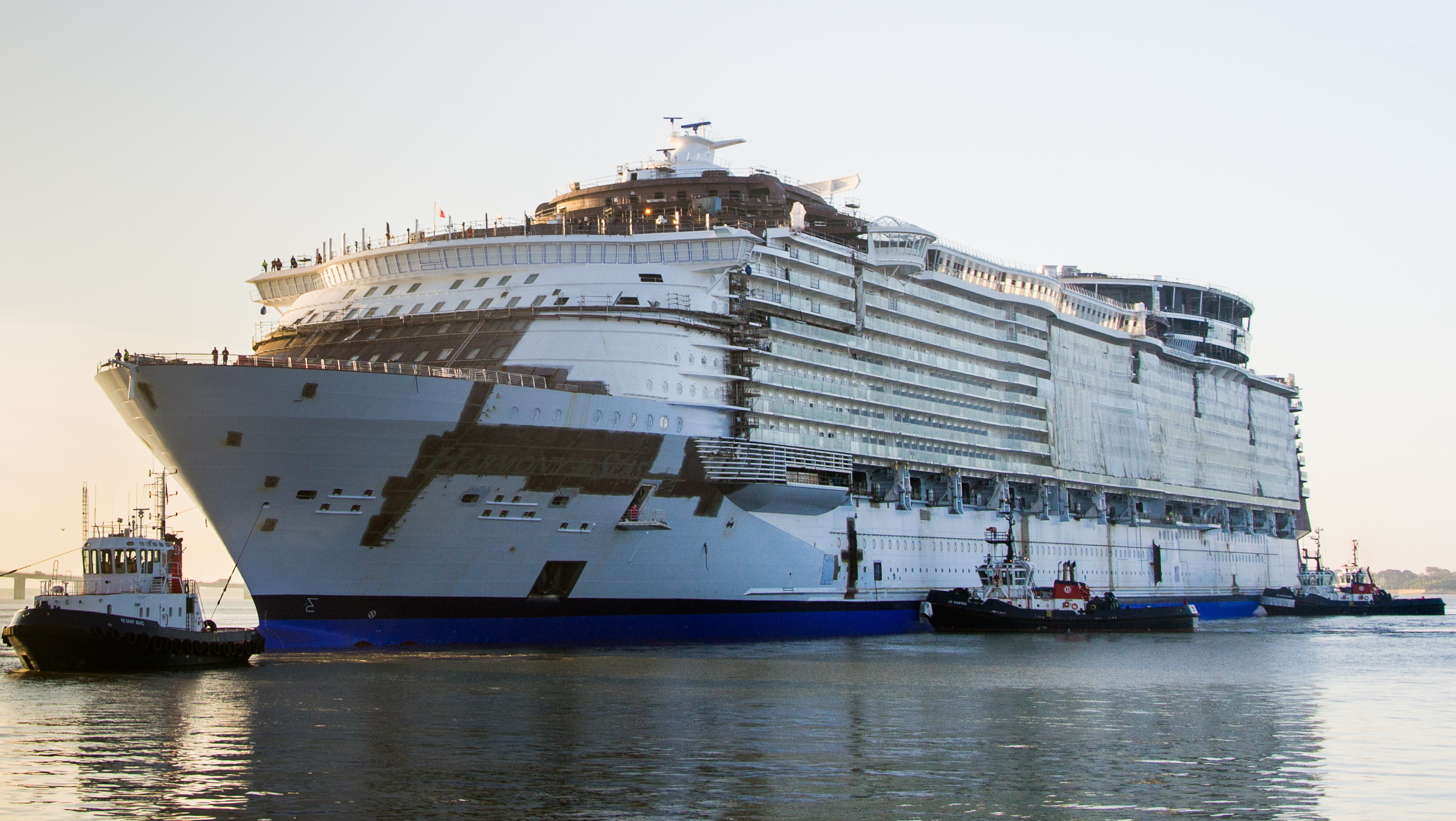
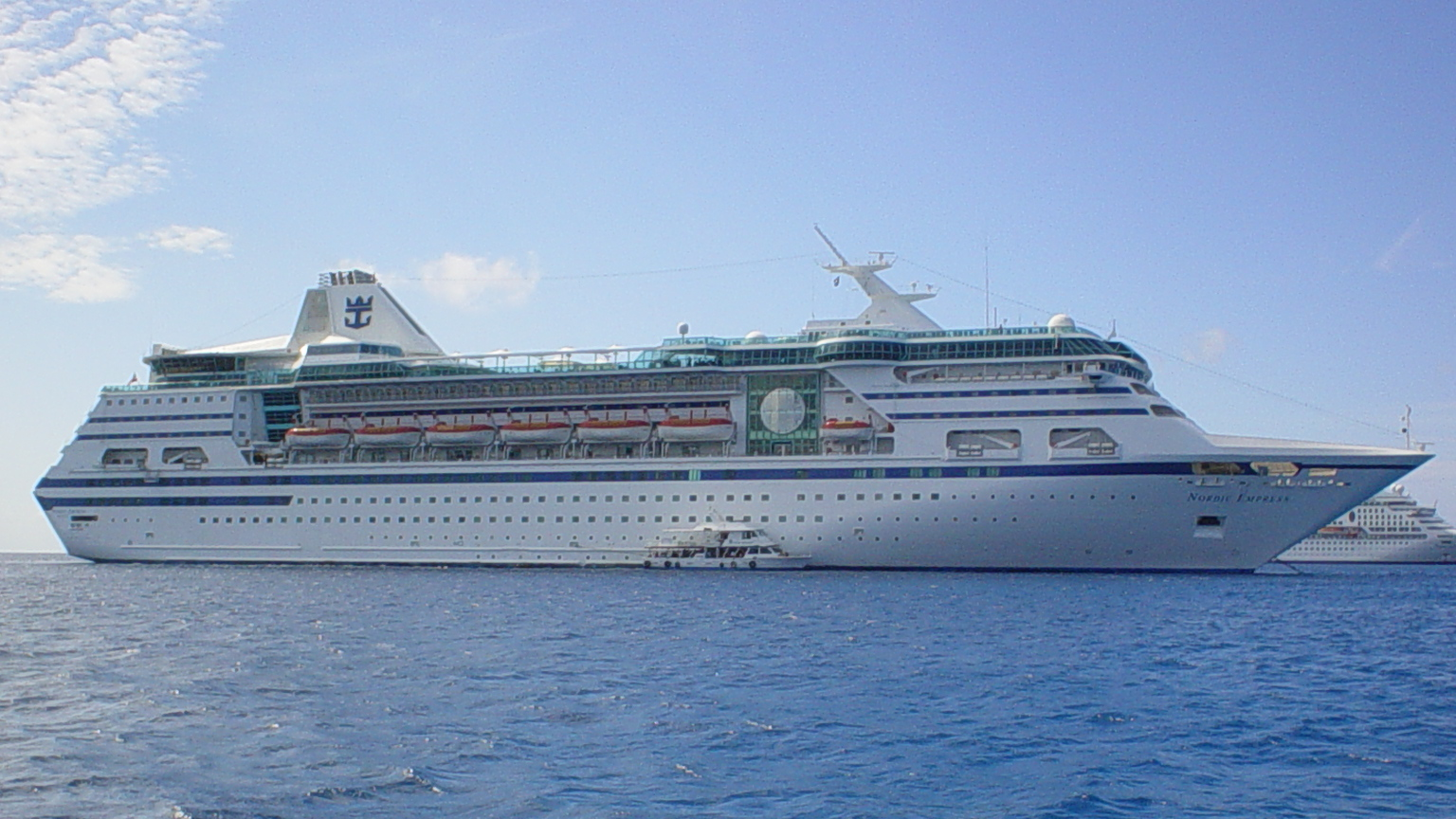

- 오베이션 오브 더 시즈[4]
- 하모니 오브 더 시즈[5][6]
- 엠프레스 오브 더 시즈[7]
- 미정 (오아시스 크루즈)[8]
- 미정 (퀸텀 크루즈)[9]
- 미정 (퀸텀 크루즈)[9]